# 究極の男は誰だ!?最強スポーツ男子頂上決戦
『究極の男は誰だ!?最強スポーツ男子頂上決戦』（きゅうきょくのおとこはだれだ!?さいきょうスポーツだんしちょうじょうけっせん）は、TBS系列で不定期に放送されている特別番組である。略称は『スポダン』。

## 概要
2010年1月に事実上終了した『最強の男は誰だ!壮絶筋肉バトル!!スポーツマンNo.1決定戦』の後継番組で、年1～2回程度放送されている。「コロッセオ」に集結した16人の男性芸能人が、運動能力を用いた各種目に挑戦するスポーツバラエティ番組である。この経緯から、「スポマン」時代の記録は本番組でも継承される。「より美しく、より逞しく。」をコンセプトにしている。
各種目、成績に応じてポイントが与えられ、全種目終了時、最も獲得ポイントが高かった選手が総合優勝となる。ちなみに、種目ごとに優勝者を決定する。場合によっては、複数人が同時優勝となる場合がある。また、規定種目終了ごとに総合ポイントの下位が脱落する。
第7回大会は、『スポマン』時代以来9年ぶりの元日放送となるが、通常の芸能人対抗戦の規模を縮小したうえで番組前半に組み込み、番組後半で、プロスポーツ選手と芸能人で競う、主要種目の競技会を実施する2部構成となった。
2018年1月1日放送の第10回大会を最後に長期間休止状態となっていたが、約4年2ヶ月後となる2022年3月22日に第11回大会が放送された。
「スポダン」となってからの歴代総合優勝の最多記録は、第14回終了時点で佐野岳・関口メンディー・武知海青の各3回である。
第10回放送後の休止期間中には、2021年4月15日放送のバラエティ『ニンゲン観察バラエティ モニタリング』において、「もしもショットガンタッチが落とし穴だったら・・・」という題名で、ショットガンタッチのレーンと応援席が落下するドッキリ企画として復活。番組のロゴやセット、実況アナウンサーは、当番組のものが使用され、ドッキリには、初の女性参加者としてフワちゃんも出演している。
2024年より、収録を有料の公演形式として、有明アリーナやぴあアリーナMMなど東京近郊のホールで実施している。

## 出演者
実況・リポートの担当者はいずれも、担当の時点でTBSテレビの現職アナウンサー。

### 直近の放送回（2024年秋）
- 実況：小笠原亘、伊藤隆佑
- リポーター：日比麻音子、御手洗菜々
- 応援ゲスト：野村将希、TETTA・HAYATO（いずれもONE N' ONLYのメンバー）、八村倫太郎・鈴木曉（いずれもWATWINGのメンバー）、諸星翔希・安井謙太郎（いずれも7ORDERのメンバー）、岩谷翔吾・後藤拓磨（いずれもTHE RAMPAGEのメンバー）、KAIRYU・RYUKI（いずれもMAZZELのメンバー）、タカシ・シューヤ（いずれも超特急のメンバー）

### 過去の放送回
- 主宰（司会）：観月ありさ→古家正享
- 実況：駒田健吾、佐藤文康、杉山真也、赤荻歩、熊崎風斗、南波雅俊
- リポーター：田中みな実、佐藤渚、江藤愛、古谷有美、皆川玲奈、上村彩子、近藤夏子、佐々木舞音
- 観覧ゲスト：菅野美穂、木村文乃、剛力彩芽、浅田舞、朝日奈央、小倉唯、河北麻友子、神田愛花、谷まりあ、玉井詩織、中川翔子、浅田舞、平愛梨、吉田沙保里、アンミカ、錦鯉、ぺこぱ

## 競技種目
登場順に記載。ただし、ショットガンタッチに関しては、最終種目であるため最後に記載してある。

### マウンテンフラッグ
傾斜がついた高さ10mの壁の頂上にある1本の旗を取り合う競技。予選は4人1組で争われ、各組旗を最も速く取った1人のみが決勝進出。壁の中腹地点にロープが垂れ下がっており、それを用いて登る。
得点は、優勝:100ポイント、決勝進出者:60ポイント、予選敗退者:30ポイント。
- 登場回:第1 - 3回

### ハンマークラッシュ
シーソーの上に乗ったボールをハンマーで打ち上げ、設定された高さにある壁を打ち抜く競技。試技は5m00cmからスタートし、1回失敗で脱落。
- 登場回:第1回
- 最高記録:聖也 7m40cm

### モンスターボックス
巨大跳び箱。1段ずつ積み上げられる巨大な跳び箱を、どれだけ跳べた段数を競う競技。規定段数を超えると、各段の試技は2回まで許されるが、それまでは、各段の試技は1回となる。第8・9回では競技開始前の練習で、規定の段数を成功させた選手のみ、競技の挑戦権が与えられるルールになっていた。
このモンスターボックスでは、試技が成功したかどうかを表すランプが3種類あり、成功→「白」、失敗→「赤」、成功か失敗の篩（ふるい）に掛ける→「審（審議）」、このいずれかのランプが点灯する仕組みになっている。ちなみに、「審（審議）」のランプが点灯した場合、試技をした直後のリプレイの映像でビデオ判定を行い、成功→「白」、失敗→「赤」のどちらかのランプが点灯する。
なお、自信のある高さの試技では、パスを選択して次の段に向けて、体力を温存させることも可能。しかし、パスをした場合、最後に成功させた段が記録となるため、選手は己の能力や体力と相談しながら、挑戦かパスを選択する判断力が求められる。
得点は、同率を含む1位:100ポイント、以下、1位との差につき10ポイントの差がつけられる。
- 登場回:第1回 -[注 8]
- 番組公認世界記録:ヨー・ホンチュル、池谷直樹、モーガン・ハム、水鳥寿思、平野泰新 23段（高さ3m06cm）[注 9]

### パワーウォール
1対1の対戦によるトーナメント形式で行われる競技。スタート音と同時に壁を押し合い、相手側の白線まで押し切るか、制限時間90秒終了時点で相手側に押していた選手が勝利。制限時間は1回戦から準決勝まで90秒設けられている。決勝は時間無制限で行われ、相手側の白線まで押し切った選手が勝ちとなる。
得点は、優勝:100ポイント、準優勝:90ポイント、準決勝進出: 80ポイント。
第7回では、本選から独立したプロスポーツ選手参加の競技会も実施されたが、スポーツ選手4名と芸能人4名が、それぞれ1対1ずつの対戦を行う形式で、全体の優劣はつけなかった。第10回は過去の種目別優勝者と、世界から集結したパワー系アスリートの計8人でトーナメントを実施し優勝者を決めた。なお、この回のみ準決勝で敗退した2人による3位決定戦が行われた。
- 登場回:第1回 - [注 12]

### ハードアンカー
鎖でつながれた総重量45kgの錨を引き上げる速さを競う競技。2人1組ずつ挑戦し、全選手中タイムが速かった上位2人が決勝に進出して決着をつける。第3回ではタイムを計測せず、1対1で先に引き上げた方が勝ち上がるトーナメント形式に変更された。
- 登場回:第2・3回
- 最高記録:関口メンディー 11秒37

### ザ・フェンス
高さ15mの金網を登り、頂上にあるボタンを押すまでの速さを競う競技。2人1組ずつ挑戦し、頂上にあるボタンを押すと火花が散る仕組みになっている。金網は、途中2箇所オーバーハングした部分がある。金網から手を離し、落下すると失格。
タイムの早い順に、1位:100ポイント、2位:90ポイント、3位:80ポイント、4位以下は、上の順位と5ポイント差をつけられる。失格は0ポイント。
- 登場回:第2 - 5回
- 最高記録:佐野岳 16秒24（第3回）

### ハードジャンパー
回転するホイールに取り付けられた地上40cmの発泡スチロール製ハードル4枚を跳び続ける跳躍系種目。ハードルの回転速度は、予選はハードル1つにつき1.0秒で、決勝は0.8秒で行われる。4人1組で予選を行い、各組最も長く跳び続けた者で決勝を行い、決勝で最後まで跳び続けた者が優勝となる。なお、第12・13回では、最終種目として採用されている。持久力系種目であるが、持久力以外にもハードルを跳び越える高さと跳ぶタイミングも重要である。
得点は、優勝:100ポイント、準優勝:90ポイント、3位:80ポイント、4位:70ポイント、決勝で150回以上飛べれば+5ポイント。予選敗退者は、100回以上飛べていれば30ポイント、50回以上の場合は25ポイント。第10・11回では、決勝は上記と同様のポイント配分がなされ、予選敗退者は、組ごとに長く跳び続けた順に、ポイントが配分される。
大会によって、決勝進出者や予選敗退者へのポイント配分は異なる。
- 登場回:第4 - 9・11回 -
- 最高記録:辻本達規 238回

### プルズドライブ
約15m先にある3トンの車を、手前のストッパーの位置まで引っ張る早さを競うスポダン屈指のパワー系タイムレース競技。競技は2人1組で行い、ゴールの合図はファイアボールが上がるようになっている。制限時間2分以内に、ストッパーの位置まで3トンの車を引けなかった場合は失格。番組屈指のパワー系種目で、登場した第4回では全出場者が挑戦し、およそ半数の選手が失格。『スポマン』時代の種目を含めて、1回の大会で最も失格者を出した種目となった。
- 登場回:第4回
- 最高記録:延山信弘 34秒09

### ヘビープレス
重さ40kgのボックスを肩に乗せ、スタートと同時にボックス内に落ちてくるビーズの重さに耐え続ける競技。ビースが全て落ち切るとサドンデスに突入し、各組で1人になるまで競技が続く。ボックスがある一定の高さにまで下がると警告音が鳴り響き、支えきれずにボックスが下がると脱落。4人1組で予選を行い、決勝を含めて各組で最も長くボックスを支えた1人が勝者となる。
初登場の第5回は、仁王立ちの体勢で重さに耐え続けていたが、第6回以降は怪我防止の観点から、腰にベルトを巻いて膝を曲げた状態で、ボックスに取り付けられたグリップを握って耐える仕様に変更された。
得点は、優勝:100ポイント、準優勝:90ポイント、3位:80ポイント、4位:70ポイント。予選敗退者は、予選の中で耐えた時間が長い方から65、60、55…ポイントと、5ポイント差をつけられていく。第11回では、決勝は上記と同様のポイント配分がなされ、予選敗退者は、組ごと長く耐え続けた順に、ポイントが配分される。
- 登場回:第5・6・9・11回

### ジャイアントクリフ
マウンテンフラッグとザ・フェンスをリニューアルした競技。45度の坂を上った後に3つの壁を越え、最後に高さ10mの金網を登って、頂上にあるボタンを最初に押した選手が勝利。金網で落下するとリタイア。予選は4人1組で争われる。
- 登場回:第6回

### パワーフォース
1対1のトーナメント形式で実施される競技。短いロープで繋げられた2人の選手が、スタートの合図と共に、お互い180度違う方向に走り、自分の走った先にあるボタンを押せば勝ちとなる。
- 登場回:第7回

### アルティメットホイール
雲梯をスケールアップし進化させた競技。ぶら下がった状態からスタートし、45cm間隔のバーをより多く掴んだ本数を競う。試技は4人1組で行い、全選手の試技終了時点で最も本数が多かった選手が優勝となる。
- 登場回:第8回
- 最高記録:大池瑞樹 137本（第8回）

### クレイジーキャッスル
高さ2.62mの『SASUKE』でお馴染みのそり立つ壁・全長10.88mの金網・全長4.5mの綱登りの3つの関門を越えて、地上18mの頂上にある旗を最も速く取った者が勝ちとなる競技。なお、ザ・フェンスとジャイアントクリフとは異なり、金網で落下しても失格にならない。ただし、ロープを掴み損ねて落下した場合、その瞬間敗退となる。予選は4人1組で争われ、各組旗を最も速く取った1人のみが決勝進出。
得点は、優勝:100ポイント、準優勝:90ポイント、決勝3位:80ポイント、決勝4位:70ポイント。予選敗退者は、各組ごと旗に近い選手から、ポイントが配分される。
- 登場回:第11回

### ビーチフラッグス
旗とは逆の向きにうつ伏せの体勢となり、スタートの合図で起き上がって25m先の旗を取る勝ち抜け方式。ライフセーバーが行うビーチフラッグスとほぼ同様の競技。なお、対戦において反則行為による失格者が出た場合、競技の公式ルールに基づき、失格者を除いて再試合が行われる。
- 登場回:第12-回

### ショットガンタッチ
最終種目として行われる競技。離れた距離から落下ボタンを押し、10mの高さから落ちてくるボールを、ボールが落下地点に完全に落ちるまでに、触れることが出来れば成功。落下地点に落ちるまでにボールに触れられなかった場合や、落下ボタンを押せなかった場合は失敗となる。ボタンから落下地点までの距離は、挑戦者の自己申告で決める。試技は1人3回。成功すれば、距離に応じたポイントを獲得。
このショットガンタッチでは、モンスターボックス同様、試技が成功したかどうかを表すランプが3種類あり、成功→「白」、失敗→「赤」、成功か失敗の篩（ふるい）に掛ける→「審（審議）」、このいずれかのランプが点灯する仕組みになっている。ちなみに、「審（審議）」のランプが点灯した場合、試技をした直後のリプレイの映像でビデオ判定を行い、成功→「白」、失敗→「赤」のどちらかのランプが点灯する。
（「審（審議）」のランプが点灯せず、試技をした直後のリプレイの映像でビデオ判定を行う場合がある。この場合も、「審（審議）」のランプが点灯した場合と同様に、試技をした直後のリプレイの映像でビデオ判定を行い、成功→「白」、失敗→「赤」のどちらかのランプが点灯する。）
第3回から、前身のスポマンとは異なる制度が適用され、ファイナリストのうち、暫定総合1位の選手から順番に試技を行うサドンデス方式で、1回失敗した時点で脱落となる。ポイントは、最終的な記録で獲得となる。
第4回以降は、1巡目の暫定総合1位の申告距離を基準とし、そこから10cm伸びるごとに、10ポイントが加算されるルールとなる。そのため、暫定総合2位以下の選手は、1位の選手が成功した距離に基づいて、自らの距離が決まるため、自己申告をすることが出来ない。また、1巡目で暫定総合1位の選手が基準となる申告距離をクリアしても、ポイントは加算されない。
第7回も本戦の最終種目として行われたが、別途本戦から独立した、プロスポーツ選手参加の競技会も実施された。
現行のルールでは、1回でも失敗すると即終了となるため、早々と決着がつくこともしばしばある。第5回では、暫定総合1位の佐野岳が、申告した距離をクリアした後に、関口メンディーと池谷直樹が、それぞれ決められた距離を失敗したことにより、1巡目で総合優勝者が決定する事例が起きた。これまでのサバイバルルールにおける最多試技数は第8回の8巡。
- 登場回:第1回 - 第11回
- 世界記録:青木宣親、永井謙佑 13m60cm[注 28]
- 芸能人記録:ケイン・コスギ 13m10cm[注 29]
- スポダンでの最高記録:永井謙佑 13m60cm（第7回）
- スポダンでの芸能人最高記録:佐野岳 12m80cm（第7回）

## 大会出場者
（カッコ内の肩書きは番組内で書かれたもの）

### 芸能人大会
- KENZO（出場3回）（ストリートダンス世界王者）
  - 第1回大会から出場。マウンテンフラッグ初戦敗退、モンスターボックス 12段と苦戦を強いられるも、ハンマークラッシュ7m00cm、パワーウォールでは背筋力210kgの底力を見せ、種目別No.1を獲得し、佐野と並んで暫定総合2位タイで最終種目に進出。ショットガンタッチでは唯一1回目と2回目を成功させ、一時は暫定トップに躍り出るも、最終試技で佐野が12m00cmを成功させ、11m90cmを成功すれば逆転できる状態にあったが失敗に終わり、総合2位に終わる。第2回大会ではモンスターボックスでは自己記録を3段更新する15段、ハードアンカーでは3位を記録するが、マウンテンフラッグで初戦敗退、新種目ザ・フェンスでは苦戦を強いられ9位、さらには前回制したパワーウォールでは準決勝で関口メンディーを相手に敗退が響き、総合7位タイで脱落。第3回大会ではマウンテンフラッグ初戦敗退、パワーウォールでは2回戦で初出場の鈴木貴之に敗れ、モンスターボックスでは自己記録を下回り、ザ・フェンスでは結果が振るわず、自己最低の総合14位タイに終わってしまった。
  - 第1回大会総合2位
  - 第1回パワーウォール優勝
  - モンスターボックス:15段、ショットガンタッチ:11m30cm、ハンマークラッシュ:7m00cm、ハードアンカー:12秒39、ザ・フェンス:40秒51

- KENCHI（出場1回）（EXILE瞬発力No.1）
  - 第1回大会にTETSUYA、KEIJIと共に出場。ハンマークラッシュ7m00cm、モンスターボックス16段、パワーウォール決勝進出の活躍を見せ、暫定総合1位で最終種目に進出。しかし迎えたショットガンタッチでは、11m50cmを3回とも失敗し、佐野岳とKENZOに逆転され総合3位に終わった。
  - 第1回大会総合3位
  - モンスターボックス:16段、ショットガンタッチ:記録なし、ハンマークラッシュ:7m00cm

- 聖也（出場4回）（神技を持つアクロバット俳優）
  - 第1回大会から出場。第1回大会では、マウンテンフラッグやパワーウォールでは初戦敗退をしてしまうが、ハンマークラッシュではパワー系選手達がいる中で7m40cmを唯一成功させ、No.1を獲得。さらにモンスターボックスでは17段で失敗していく選手達がいる中で、2位の17段を記録し、暫定総合4位タイで最終種目に進出。11m70cmを成功させ、ギャンブルで12m40cmに挑むが失敗。最終試技でも12m30cmを挑戦するが失敗し、総合5位の結果に終わる。第2回大会ではマウンテンフラッグでは決勝進出を果たし、モンスターボックスでも自己記録を2段超える19段を記録し、森と共にNo.1に輝き、モンスターボックス終了時点で暫定総合5位につけるも、新種目のハードアンカーとザ・フェンスで苦戦を強いられ、パワーウォールでは初戦で延山に秒殺され総合6位に終わり、本来ならば最終種目進出圏内の順位のはずが、最終種目進出者が5人に変更されたため脱落。第3回では前回No.1のモンスターボックスで自己記録を2段下回る17段に終わり、パワーウォールとマウンテンフラッグで初戦敗退。ザ・フェンスでは前回の自己タイムを大幅に上回るも8位に終わり、自己最低の総合11位タイで脱落。第4回ではザ・フェンス8位、モンスターボックスでまたしても自己記録を下回り、ハードジャンパー予選敗退。プルズドライブでは軽量級でありながら8位でゴールするも総合9位で脱落。
  - 第1回大会総合5位
  - 第1回ハンマークラッシュ優勝、第2回モンスターボックス優勝
  - モンスターボックス:19段、ショットガンタッチ:11m70cm、ハンマークラッシュ:7m40cm（最高記録）、ハードアンカー:19秒70、ザ・フェンス:26秒44、ハードジャンパー:94回、プルズドライブ:1分20秒96

- JUNO（出場1回）（韓流JYJジュンス双子の兄）
  - 第1回大会のみに出場。モンスターボックス16段、パワーウォールで準決勝進出を果たし、森渉、聖也と並んで総合4位タイで最終種目に進出するも、右足を痛めた影響からショットガンタッチに参加する事が出来ず、総合6位の結果に終わる。
  - 第1回大会総合6位
  - モンスターボックス:16段、ショットガンタッチ:棄権、ハンマークラッシュ:5m00cm

- TETSUYA（出場1回）（EXILE跳躍力No.1）
  - 第1回大会にKENCHIとKEIJIと共に出場。ハンマークラッシュで7m00cm、パワーウォール準決勝進出を果たす活躍を見せるも、マウンテンフラッグ初戦敗退し、注目されていたモンスターボックスでまさかの記録なしに終わってしまった事が響き、総合7位で脱落。
  - モンスターボックス:記録なし、ハンマークラッシュ:7m00cm

- 滝口幸広（出場1回）（歴代ウォーターボーイズNo.1運動神経）
  - 第1回大会のみ出場。マウンテンフラッグ決勝進出、モンスターボックス16段の活躍を見せ、モンスターボックス終了した時点で暫定総合5位につけていたが、パワーウォール初戦でKENCHIに敗れ、さらにJUNOとTETSUYA、KENZOに逆転され、総合8位で脱落。
  - モンスターボックス:16段、ハンマークラッシュ:5m00cm

- 谷内伸也（出場1回）（体脂肪率8％ラッパー）
  - 第1回大会のみに出場。モンスターボックス16段をさせた事でKENZO、JUNOと共に暫定総合6位タイに並んでいたが、1回戦でJUNOと当たり、善戦するも敗れ、総合9位で脱落。
  - モンスターボックス:16段、ハンマークラッシュ:5m00cm

- 中尾明慶（出場2回）（若手俳優No.1の筋肉）→（妻と子に優勝を！筋肉俳優）
  - 第1回大会に出場。ハンマークラッシュ6m50cmの活躍が光ったのか、最初の足きりを免れたが、パワーウォールの1回戦でTETSUYAと対戦し、前半は優勢に押し込んだが、途中で転倒したことで逆転され総合10位で脱落。リベンジで挑んだ第3回大会では、パワーウォールでは1回戦を突破するも2回戦で滝川英治に押し出され敗退。ザ・フェンスでは6位と健闘を見せるも、またも総合10位で脱落。
  - モンスターボックス:13段、ハンマークラッシュ:6m50cm、ザ・フェンス:26秒04

- KEIJI（出場1回）（EXILEパワーNo.1）
  - 第1回大会にTETSUYA、KENCHIと共に出場。ハンマークラッシュで6m50cmの記録を出すも、モンスターボックス=11段、マウンテンフラッグ初戦敗退が影響し、総合11位タイで脱落。
  - モンスターボックス:11段、ハンマークラッシュ:6m50cm

- KENTAダルビッシュ（出場1回）　（ダルビッシュ有の弟）
  - 第1回大会のみ出場。兄のダルビッシュ有と共にトレーニングを積んで今回参加してきたが、モンスターボックスでお尻がかすってしまい、記録 14段。さらにマウンテンフラッグ初戦敗退が影響し総合11位タイで脱落。
  - モンスターボックス:14段、ハンマークラッシュ 5m00cm

- 蕨野友也（出場1回）（若手俳優屈指の俊足）
  - 第1回大会のみ出場。モンスターボックス 14段の記録を残すも、その他の種目で良い所を見せる事が出来ず、総合11位タイで脱落。
  - モンスターボックス:14段、ハンマークラッシュ:5m00cm

- グァンス（出場2回）（K-POP界のスピードスター）
  - 第1回大会から出場。マウンテンフラッグで決勝進出を果たすも、ハンマークラッシュ記録なし、モンスターボックスで12段に終わってしまい、総合14位タイで脱落。第2回ではモンスターボックスで自己記録を更新。ハードアンカーでは決して悪くないタイムを叩き出すも、マウンテンフラッグ初戦敗退。新種目ザ・フェンス最下位が響き総合12位で脱落。
  - モンスターボックス:13段、ハンマークラッシュ:記録なし、ハードアンカー:14秒47、ザ・フェンス:50秒34

- 山田親太朗（出場1回）（サッカー沖縄県大会準優勝）
  - 第1回大会のみに出場。全種目で良い所を見せる事が出来ず、総合14位タイで脱落。
  - モンスターボックス:12段、ハンマークラッシュ:5m00cm

- 中川大志（出場1回）（『家政婦のミタ』長男）
  - 第1回大会のみ出場。当時14歳で最年少の出場となったが、見せ場を作れず、最下位で脱落。
  - モンスターボックス:11段、ハンマークラッシュ:記録なし

- 延山信弘（出場3回）（男子新体操タンブリング）→（和製シルク・ドゥ・ソレイユ）
  - 第2回大会から出場。マウンテンフラッグ決勝進出、ハードアンカー予選で関口メンディーを上回るタイムを叩き出すも決勝でメンディーに敗れ2位、モンスターボックス16段、ザ・フェンス3位、パワーウォール準決勝進出と上位選手に並ぶ大活躍を見せ、暫定総合3位で最終種目に進むも、ショットガンタッチで11m80cmを3回とも失敗し、総合4位に終わる。第3回ではモンスターボックスでは自己記録3段更新の19段、ザ・フェンスでも前回の自己タイムを上回る10秒台を出して2位に輝くも、マウンテンフラッグとパワーウォールで初戦敗退。ハードアンカーでは準決勝でロビンを相手に優勢だったが、途中バランスを崩して敗退。総合5位タイで、本来ならば最終種目進出圏内の順位だが、最終種目進出者が2人に変更されたため脱落を喫した。第4回ではザ・フェンス2位、プルズドライブで自身初の種目別No.1に輝くも、ハードジャンパー予選敗退、モンスターボックスでは自己記録を下回り、パワーウォールでは初戦で魔裟斗と当たり敗北。総合4位で脱落。
  - 第2回大会総合4位
  - 第4回プルズドライブ優勝
  - モンスターボックス:19段、ショットガンタッチ:記録なし、ハードアンカー:11秒44、ザ・フェンス:17秒90、ハードジャンパー:72回、プルズドライブ:34秒09

- 大貫勇輔（出場4回）（華麗なる体操一家のプロダンサー）→（世界が認めた国際的ダンサー）→（世界が認めたミュージカル俳優・究極の肉体美）
  - 第2回大会から出場。全選手の中で一番高い握力を誇り、ハードアンカーやザ・フェンスで好記録を出して、その実力を証明した。さらにモンスターボックスでも17段をマークし、暫定総合5位で最終種目に進出し、11m70cmの記録を残して総合5位の結果を残した。第4回ではザ・フェンス5位、プルズドライブ4位、パワーウォール準決勝進出も、ハードジャンパー予選敗退、モンスターボックスで自己記録を下回り総合7位で脱落。第5回ではザ・フェンス3位、ヘビープレス2位、パワーウォール準決勝進出。しかいｓモンスターボックスでまたしても自己記録を下回り、ハードジャンパーも予選でロビンに敗れて決勝進出を逃し、総合4位タイで脱落。第8回ではパワーウォールは黒星をつけたことのない森に敗れ総合6位で脱落。
  - 第2回大会総合5位
  - モンスターボックス:17段、ショットガンタッチ:11m70cm、ハードアンカー:12秒68、ザ・フェンス:20秒45、プルズドライブ:45秒65、アルティメットホイール:60本

- CASPER（出場2回）（跳躍力No.1ラッパー）
  - 第2回大会から出場。モンスターボックスでは初挑戦でありながら18段を成功するも、マウンテンフラッグ初戦敗退、ザ・フェンスでは苦戦するも7位、パワーウォールでは初戦でELLYを破るも、2回戦で森に力が一瞬抜けた所を見破られ、一気に押し出され2回戦敗退となってしまい、総合7位タイで脱落。第3回大会ではモンスターボックスでは前回と同じ18段をマークするが、その他の種目で良い所を見せられず、総合9位で脱落。
  - モンスターボックス:18段、ハードアンカー:13秒74、ザ・フェンス:37秒10

- ELLY（出場2回）（EXILEからの刺客）
  - 第2回大会に関口メンディーと共に先輩の仇打ちのために参戦。ハードアンカーやザ・フェンスで6位のタイムを叩き出し、モンスターボックスでは初挑戦で17段をマークするも、マウンテンフラッグ初戦敗退、パワーウォールでは1回戦でCASPERと当たり、前半かなりCASPERに押し込まれ、後半から白いライン付近まで押し返すも、僅差で敗れて総合9位で脱落。トレーニングを積んで挑んだ第3回大会では、モンスターボックスでは前回同様17段をマークするも、ザ・フェンスでは前回の自己タイムを下回り、マウンテンフラッグでは初戦敗退、パワーウォールでは1回戦で中村昌也に押し込まれ、トレーニングの成果を発揮できず、総合13位で脱落。
  - モンスターボックス:17段、ハードアンカー:13秒23、ザ・フェンス:24秒71

- 滝川英治（出場2回）（滝川クリステルの従兄弟・大胸筋No.1）
  - 第2回大会から出場。ハードアンカーとザ・フェンスでは持ち前のパワーで5位に入り、モンスターボックスでは前身の『スポマン』での記録を上回る15段をギリギリで成功し自己記録を更新するも、マウンテンフラッグで初戦敗退。パワーウォールでは1回戦でKENZOに敗れ総合10位で脱落。第3回ではパワーウォールで森、中尾を降して準決勝進出。モンスターボックスは自己記録タイの15段、ザ・フェンス5位、ハードアンカー準決勝進出と、全種目で安定した活躍を見せ、ハードアンカー終了時点で総合3位にいたが、最終種目進出者が2人に変更されたため、初のショットガンタッチ挑戦は幻に終わった。
  - モンスターボックス:15段[注 30]、ハードアンカー:12秒91、ザ・フェンス:24秒51

- 敦士（出場1回）（剣道2段・トップモデル）
  - 第2回大会のみに出場。37歳で挑んだモンスターボックスでは15段、ハードアンカーでも決して悪くないタイムを出すも、マウンテンフラッグ初戦敗退とザ・フェンスで大苦戦し、総合11位で脱落。
  - モンスターボックス:15段、ハードアンカー:14秒77、ザ・フェンス:48秒86

- 石垣佑磨（出場1回）（格闘技歴15年）
  - 第2回大会のみに出場。マウンテンフラッグ初戦敗退、ハードアンカーでも他の選手に遅れを取ってしまい、モンスターボックスでは成功したかに思われたが、お尻が跳び箱に接触し、スポマンと同じ記録12段。総合13位で脱落。
  - モンスターボックス:12段[注 31]、ハードアンカー:16秒31

- 渡部秀（出場1回）（歴代仮面ライダー俊足No.1）
  - 第2回大会のみに出場。打倒佐野岳を目標に挑み、ハードアンカーでは佐野に勝ったものの、モンスターボックスでは11段の記録に終わってしまい、総合14位で脱落。
  - モンスターボックス:11段、ハードアンカー:15秒73

- 入江甚儀（出場1回）（体脂肪率5％ストイック俳優）
  - 第2回大会のみに出場。ハードアンカーでは19秒台と出遅れ、マウンテンフラッグは初戦敗退、モンスターボックスは12段に終わり、総合15位で脱落。
  - モンスターボックス:12段、ハードアンカー:19秒28

- 清水一希（出場1回）（戦隊ヒーロー屈指の俊足）
  - 第2回大会のみに出場。スピード系種目に賭けていたが、マウンテンフラッグ初戦敗退、ハードアンカーでは19秒台と出遅れ、モンスターボックスでは11段の記録に終わってしまい、総合最下位で脱落。
  - モンスターボックス:11段、ハードアンカー:19秒33

- ロビン（出場4回）（ハワイから来た脚力No.1）
  - 第3回大会に出場。マウンテンフラッグとハードアンカーで決勝進出、モンスターボックス18段の記録を叩き出すも、パワーウォールでは初戦でKENZOに敗退。ザ・フェンスで苦戦を強いられ、ハードアンカー終了時点で総合4位にいたが、最終種目進出者が2人に変更されたため脱落。第4回では、モンスターボックス18段、パワーウォール準決勝進出、ハードジャンパーでは予選で佐野に勝利し決勝進出で4位。ザ・フェンスでは自己記録更新も9位。プルズドライブでも大苦戦を強いられ9位[注 32]となり、総合5位で脱落。第5回では、モンスターボックス18段、ハードジャンパー4位でベスト8まで残るも、パワーウォールの初戦でメンディーに敗れ総合8位で脱落。「呂敏」名義で出場した第6回は、モンスターボックスで初めて自己記録に届かない結果に終わり、ヘビープレスで腰を痛めたことが響き、その後の種目を棄権。自己最低の総合最下位で脱落を喫した。
  - モンスターボックス:18段、ザ・フェンス:26秒80、ハードジャンパー:142回、プルズドライブ:1分28秒02

- 鈴木貴之（出場2回）（初代ミスタージャパン）→（春高バレー京都代表）
  - 第3回大会に出場。パワーウォールでは1回戦で延山を、2回戦では前々回のチャンピオンのKENZOを、準決勝では滝川英治を破る活躍を果たし、決勝で関口メンディーに善戦するも敗退。モンスターボックスでは15段を出し、ザ・フェンスでは決して遅くないタイムを出すも、今大会この種目がハイレベルとなっていた事と、ハードアンカーの初戦で滝川英治に僅差で敗れ、ハードアンカーを終えた時点で総合5位タイにつけるも、最終種目進出者が2人に変更されたため脱落。第6回では、モンスターボックスで自己記録を下回り、ヘビープレス、ジャイアントクリフ、ハードジャンパーで予選敗退に終わり、総合14位タイで脱落。
  - ザ・フェンス:26秒05、モンスターボックス:15段、ハードジャンパー:65回

- 池谷直樹（出場5回）（モンスターボックス世界記録保持者）→（Mr.モンスターボックス）[注 33]
  - 第3回大会に、この回から新設されたレジェンド枠[注 34]第1号として参戦。途中から選手達の前に登場という珍しい登場の仕方をし、マウンテンフラッグでは年齢を感じさせず決勝進出を果たすも、決勝で佐野に敗れる。得意種目モンスターボックスでは20段の記録を出して森、佐野と共にNo.1に輝き、世界記録保持者のメンツを守った。モンスターボックス終了の時点で暫定総合3位につけていたが、ザ・フェンスで金網から離れ失格。ハードアンカーとパワーウォールの2種目で、初戦からメンディーと当たり敗れ、総合8位で脱落。第4回ではザ・フェンス6位、プルズドライブ5位の活躍も、モンスターボックスでは今一つ調子が乗らず、前回の記録を下回る19段に終わり、モンスターボックス公認記録会以来4年ぶりにモンスターボックスのNo.1を逃した。ハードジャンパーで予選敗退、パワーウォールでまたもメンディーと初戦で当たり、前回よりは粘ったが敗れ、初めて種目別No.1を取ることなく脱落。第5回は、ザ・フェンス2位、モンスターボックス1位、パワーウォール1回戦突破で、暫定3位でスポダンでは初のショットガンタッチ進出を決めた。ショットガンタッチ自己新記録となる13m00cmに挑むも失敗し、スポダン初優勝を逃した。第6回ではモンスターボックスで19段に終るも、パワー系種目のヘビープレスで決勝進出を果たし4位につけたが、ジャイアントクリフ、ハードジャンパーで予選敗退。さらにパワーウォール1回戦で野村に敗れ、総合8位で脱落。48歳で出場した第11回は、モンスターボックスでケイン・森と並ぶ18段をマークするもクレイジーキャッスル、ヘビープレス、ハードジャンパーでの予選敗退が響き、総合11位でパワーウォール進出を果たせぬまま脱落。
  - 第5回大会総合3位
  - 第3・5回モンスターボックス優勝
  - モンスターボックス:23段（世界記録）[注 35]、ショットガンタッチ:12m90cm[注 29][注 36]、ザ・フェンス:19秒38、ハードジャンパー:114回、プルズドライブ:58秒01

- 菅谷哲也（出場1回）（テラスハウスで大注目）
  - 第3回大会に出場。ザ・フェンスでは24秒60のタイムで一時暫定トップに立つ活躍を見せるも、総合11位タイで脱落。
  - モンスターボックス:13段、ザ・フェンス:24秒60

- 本宮泰風（出場1回）（芸能界格闘技最強の男）
  - 第3回大会に出場。最年長として挑み、パワーウォールでは綾野剛、池内博之、平山祐介、平山浩行が応援にかけつけ、1回戦突破も、2回戦でメンディーに秒殺され敗退。モンスターボックスでは、前に突っ込み過ぎてしまい、記録なし。ザ・フェンスでは同組の池谷の失格により、一人の勝負でゴールしたものの、総合14位タイで脱落。
  - モンスターボックス:13段[注 29][注 36]、ザ・フェンス:34秒47

- 中村昌也（出場1回）（バスケットボール大阪府代表キャプテン）
  - 第3回大会に出場。パワーウォールでは1回戦でELLY、2回戦でCASPERを破ったが、準決勝でメンディーに敗れる。さらにモンスターボックスで記録なし。ザ・フェンスを棄権し総合最下位で脱落。
  - モンスターボックス:記録なし、ザ・フェンス:棄権

- 永瀬匡（出場2回）（体脂肪率4％・野獣系仮面ライダー）→（野獣系俳優）
  - 第4回大会に出場。ザ・フェンス7位、モンスターボックス17段の活躍を見せるも、ハードジャンパー初戦敗退、プルズドライブで制限時間を超えて失格となり、総合10位で脱落。第5回大会ではザ・フェンスで4位、モンスターボックスで自己新記録の18段を記録し、ベスト8まで勝ち残るも、パワーウォール1回戦で池谷との体重58kg対決に敗れ、総合7位で脱落。
  - ザ・フェンス:21秒00、モンスターボックス:18段、ハードジャンパー:104回、プルズドライブ:失格

- 横浜流星（出場3回）（青少年極真空手世界一・トッキュウジャー4号）
  - 第4回大会から出場。ザ・フェンスでは全選手中11位に終わるも、ハードジャンパーの予選で魔裟斗と池谷に勝利し、決勝進出で3位。モンスターボックス15段の活躍も、プルズドライブでの失格が響いて総合11位で脱落。第5回では、モンスターボックスで自己記録を2段更新する17段を記録するも、ザ・フェンス14位、ハードジャンパーとヘビープレスで決勝進出を逃し、またも総合11位で脱落。第6回はモンスターボックスで自己記録更新の18段。ヘビープレスとジャイアントクリフは予選敗退も、ハードジャンパー3位、パワーウォールは1回戦で平野に勝利し準決勝進出も、野村に敗れて総合5位で脱落。
  - ザ・フェンス:27秒37、モンスターボックス:18段、ハードジャンパー:148回、プルズドライブ:失格

- 澤宥紀（出場1回）（cancam初の男性専属モデル）
  - 第4回大会に出場。モンスターボックス16段、プルズドライブ6位の活躍を見せるも、ザ・フェンスで足を滑らせタイムロス、横浜に逆転され全選手中12位と大苦戦。さらにハードジャンパーでは予選で森とのデッドヒートの末に敗れ、総合12位で脱落。
  - ザ・フェンス:30秒50、モンスターボックス:16段、ハードジャンパー:158回、プルズドライブ:1分02秒95

- 松田凌（出場1回）（少林拳空手を操る仮面ライダー）
  - 第4回大会に出場。モンスターボックス17段の活躍を見せるも、ハードジャンパーでは予選敗退、ザ・フェンスでは45度の傾斜の部分で手を滑らせ落下してしまい失格。プルズドライブでも制限時間を超えて失格となってしまい、総合13位タイで脱落。
  - ザ・フェンス:失格、モンスターボックス:17段、ハードジャンパー:78回、プルズドライブ:失格

- 宮城大樹（出場1回）（テラスハウス出身元プロキックボクサー）
  - 第4回大会に出場。ザ・フェンスで大苦戦を強いられ、初登場のハードジャンパーでは挑戦した16人中わずか7人しかいない100回超えとなるも種目別優勝となったメンディーに予選で敗退。失格者の多かったプルズドライブで記録を残すも順位が上がらず総合13位タイで脱落。
  - ザ・フェンス:37秒33、モンスターボックス:14段、ハードジャンパー:101回、プルズドライブ:1分19秒69

- 今井洋介（出場1回）（テラスハウス出身ワイルドサーファー）
  - 第4回大会に出場。ザ・フェンス、ハードジャンパー、モンスターボックスで大苦戦を強いられ、逆転を賭けたプルズドライブでは背筋力200kgを活かしきれず失格に終わり、総合15位で脱落。
  - ザ・フェンス 36秒89、モンスターボックス 14段、ハードジャンパー:56回、プルズドライブ:失格

- 柿澤勇人（出場1回）（究極の肉体美を持つ俳優）
  - 第4回大会に出場。ザ・フェンスで10位に入るも、45度の傾斜の部分で膝を負傷。続くハードジャンパーでは膝の負傷が影響し、予選敗退。その後の種目を棄権し、最下位の結果に終わる。
  - ザ・フェンス:27秒09、ハードジャンパー:21回

- 高畑裕太（出場1回）（女優高畑淳子の長男・朝ドラまれで話題）
  - 第5回大会に出場。存在感ある活躍で、番組中でもダークホース的存在として注目された。ザ・フェンスで4位の活躍を見せ、モンスターボックスでは13段に成功後、14段に挑戦も踏み切りのタイミングが合わず前に激突し記録13段。ヘビープレスでは予選で同組の栗山・久保田・メンディーと全員サドンデスまで持ち込む超ハイレベルな予選で、何度も体制を戻しながら耐えるもメンディー相手に力尽き予選敗退。ハードジャンパーでは佐野岳と3分を超える激闘も予選敗退。パワーウォールでは1回戦でハードジャンパーで敗れた佐野にリベンジ。準決勝では大貫を相手に、制限時間をフルに使い切る拮抗した展開の末に勝利し決勝進出。決勝でメンディーとのリベンジマッチで、壁越しにメンディーの表情を黙視し、メンディーが苦しい表情を見せた瞬間に押し返してプレッシャーを与える心理作戦で、一時はラインを中央付近に戻すも、最後は時間無制限の耐久勝負に敗れ総合6位で脱落。
  - ザ・フェンス:22秒99、モンスターボックス:13段、ハードジャンパー:190回

- 井上正大（出場2回）（テコンドー有段者・仮面ライダーディケイド）
  - 第5回大会から出場。ザ・フェンス6位、モンスターボックス16段の活躍を見せるも、ハードジャンパーとヘビープレスで予選敗退となってしまい、暫定8位の高畑裕太と僅か5P差でパワーウォール進出を逃し、総合9位で脱落。第6回では、モンスターボックスで自己記録更新。ジャイアントクリフは決勝進出で4位も、ヘビープレスではコージ・サイカワに、ハードジャンパーでは佐野との仮面ライダー対決に敗れ予選敗退が響き、またも総合9位で脱落。
  - ザ・フェンス:23秒55、モンスターボックス:17段、ハードジャンパー:86回

- 栗山航（出場1回）（次世代アクションスター）
  - 第5回大会に出場。モンスターボックス16段の記録を残すも、その他の種目で苦戦を強いられ、総合10位で脱落。
  - ザ・フェンス:24秒35、モンスターボックス:16段、ハードジャンパー:56回

- 久保田秀敏（出場1回）（背筋力210kg テニプリで話題の俳優）
  - 第5回大会に出場。総合11位タイで脱落。
  - ザ・フェンス:24秒69、モンスターボックス:14段、ハードジャンパー:83回

- 勧修寺玲旺（出場1回）（元モー娘。ゴマキの甥っ子）
  - 第5回大会に出場。様々な種目で力を発揮出来ず総合14位で脱落。
  - ザ・フェンス:24秒19、モンスターボックス:14段、ハードジャンパー:88回

- 平田雄也（出場3回）（舞台ハイキューで話題）→（50m6秒1の俊足）→（ウルトラマンR/B）
  - 第5回大会から出場。ザ・フェンスでは手を滑らせ落下し失格。ノーポイントに終わるも、モンスターボックスでは初挑戦で18段の活躍を見せた。しかしハードジャンパーとヘビープレスで予選敗退により総合15位で脱落。第6回にも出場するが、モンスターボックスで自己記録を下回り、ヘビープレスでは予選で野村との予選でサドンデスに敗れ、ジャイアントクリフ、ハードジャンパーでも予選敗退に終わり総合11位で脱落。6年ぶりの出場となった第11回は、モンスターボックスでまたしても自己記録に届かず、クレイジーキャッスル、ヘビープレス、ハードジャンパーでも予選敗退。総合12位で脱落。
  - ザ・フェンス:失格、モンスターボックス:18段、ハードジャンパー:81回

- 上遠野太洸（出場1回）（ジュノンスーパーボーイコンテストグランプリ）
  - 第5回大会に出場。様々な種目で力を発揮出来ず、総合最下位に終わる。
  - ザ・フェンス:27秒51、モンスターボックス:15段、ハードジャンパー:棄権

- 山岸将也（出場1回）（2016ミスタージャパン）
  - 第6回大会に出場。モンスターボックスで13段、ヘビープレス予選敗退で、2種目終了時点で総合最下位と苦戦を強いられていたが、ジャイアントクリフの決勝で佐野を抑えて優勝し一気に5位タイに浮上。ハードジャンパーで予選敗退に終わるも、ジャイアントクリフでの優勝が功を奏しベスト8に進出。パワーウォールでは1回戦で暫定1位の佐野に勝利し準決勝に駒を進めるも、準決勝で森に敗れ総合6位で脱落。
  - 第6回ジャイアントクリフ優勝
  - モンスターボックス:13段、ハードジャンパー:72回

- 才川コージ[注 37]（出場2回）（ケイン・コスギに憧れるアクロバット俳優）→（令和のアクロバット俳優）
  - 第6回大会に「コージ・サイカワ」名義で初出場。モンスターボックスでは憧れのケインの初挑戦記録にあと1段と迫る18段。ヘビープレスでは59kgの決勝で野村との5分半近くに及ぶ激闘の末2位。同種目終了時点で暫定2位に位置付けるも、ジャイアントクリフとハードジャンパーで予選敗退。さらにパワーウォールでも1回戦敗退で総合7位で脱落。8年ぶりに出場した第13回では「才川コージ」名義で出場。モンスターボックスでは規定の15段をパスし16段を成功後、自己記録の18段をパス。その後20段を一発で成功させ、武知、北園と並び同時優勝。ビーチフラッグスでは準決勝で武知に勝利し、決勝進出も文田に敗れ、ボーナスポイント獲得を逃した。パワーウォールでは1回戦でカズタに勝利も、2回戦でウルフに秒殺される。この時点で武知と同率で総合1位であり、総合優勝が懸かったハードジャンパーでは、予選で初出場の桑山に敗れ、この敗退が痛手となり総合2位となった。
  - 第13回大会総合2位
  - 第13回モンスターボックス優勝
  - モンスターボックス:20段、ハードジャンパー:131回

- 小嵐健太（出場1回）（今大会No.1背筋力200kg 芸人界からの刺客 超新塾）
  - 第6回大会に出場。胸囲108cm、腕周り40cmの肉体をコロッセオで見せつけ、モンスターボックスでは14段を力ずくで超えるも15段は超えられず。ヘビープレスでは予選を突破し3位の活躍を見せ、ジャイアントクリフ終了時点でパワーウォール進出圏内の暫定総合8位にいたが、ハードジャンパーでは鍛え抜かれた上半身がかえって重りとなり予選敗退。別組で決勝に進出した森と横星に逆転され総合10位で脱落。
  - モンスターボックス:14段、ハードジャンパー:51回

- 大倉士門（出場4回）（女子中高生が選ぶ読者モデルNo.1）→（みちょぱ噂の恋人）
  - 第6回大会に出場。モンスターボックス16段の活躍も、ヘビープレス、ジャイアントクリフ、ハードジャンパーで予選敗退が響き総合12位で脱落。第8回ではモンスターボックスで自己記録更新も、その他の種目で振るわず総合13位で脱落。クロスフィットトレーナーAYAの指導のもと、肉体改造を行った第9回は、ハードジャンパーで初めて100回を超えるも初挑戦の蒼木に敗れ、モンスターボックスでは15段に余裕をもって成功後、16段をパスして17段に挑むも失敗。自己最低記録の15段に終わる。ヘビープレスでは予選で野村との一騎討ちで、必死の形相で耐えるも敗退。さらにパワーウォールでは1回戦で梶原と対戦し、制限時間を使いきる熾烈な戦いも敗れ総合8位で脱落。第11回ではモンスターボックスは16段に終わるも、その後の種目でコツコツとポイントを稼ぎ初のベスト8進出。パワーウォールは1回戦で佐野を倒し、準決勝進出も武知に敗退。ショットガンタッチ進出を逃すも、自己最高成績の総合6位でケインを上回る成績を残した。
  - モンスターボックス:17段、ハードジャンパー:119回、アルティメットホイール:51本

- 田村侑久（出場1回）（オリコンデイリー3作連続1位）
  - 第6回大会に出場。モンスターボックス15段の活躍を見せ、ヘビープレスでは重さに対して笑顔で耐え続け、サドンデスまで持ち堪えるも池谷に敗れ予選敗退。ジャイアントクリフは金網登りで落下。ハードジャンパーでは、今大会の初挑戦者で唯一100回以上の記録を残すも森に敗れ、総合13位で脱落。
  - モンスターボックス:15段、ハードジャンパー:107回

- 神田穣（出場1回）（石原軍団からの刺客）
  - 第6回大会に出場。モンスターボックスでは15段の試技で成功したように見えたが、跳躍後右足が僅かに木箱に触れており記録14段に終わる。その後ヘビープレス、ジャイアントクラッシュ、ハードジャンパーで予選敗退となり総合14位タイで脱落。
  - モンスターボックス:14段、ハードジャンパー:77回

- 樽美酒研二（出場1回）（今大会No.1背筋力220㎏）
  - 第7回大会に出場。パワーフォースでは1回戦で森、準決勝で春日相手に秒殺で勝利。決勝でメンディーに破れ準優勝。パワーウォールでは1回戦で辻本を7秒で倒し準決勝に進出も野村に敗退。暫定総合2位で最終種目に進出したショットガンタッチでは、初挑戦で12m20cmに挑むが失敗。インタビューでは悔しさのあまり涙を流した。
  - 第7回大会総合3位
  - ハードジャンパー:78回、ショットガンタッチ：記録なし

- 春日俊彰（出場2回）（世界マスターズフィン水泳 銀メダリスト）
  - 第7回大会に出場。パワーフォース準決勝進出、パワーウォールでは1回戦で佐野岳を6秒で倒し準決勝進出の活躍を見せ、暫定総合3位タイで最終種目に進出。12m30cmに挑んだが失敗。総合4位に終わった。プロアスリートとのパワーウォール対決では、ロンドンオリンピック銅メダリストの水泳・立石諒に勝利。第8回では優勝候補と称されながらも、思うように結果を出せず、最終種目に進めず脱落となった。
  - 第7回大会総合4位
  - ハードジャンパー:106回、ショットガンタッチ:記録なし、アルティメットホイール：44本

- 辻本達規（出場3回）（第58回日本レコード大賞 新人賞）→（体脂肪率5％の肉体・脚力No.1武道館アーティスト）
  - 第7回大会に出場。ハードジャンパーでは、初挑戦ながら予選でメンディーと森に喰らいついて勝利し[注 38]、決勝で佐野と一騎打ちの末2位。パワーフォースとパワーウォール初戦敗退が響き総合6位で脱落。第8回では、優勝候補と目されていたハードジャンパーで森との一騎打ちに敗れ予選敗退。ショックのあまり頭を抱えるシーンも見られた。その後モンスターボックス17段、パワーウォールで1回戦突破も、2回戦で森に敗れハードジャンパーのリベンジはならず、総合7位で脱落を喫した。第9回ではモンスターボックスで自己記録を下回る16段に終わるも、ハードジャンパーでは森に次いで2位、ヘビープレス3位、パワーウォール準決勝進出の活躍で、暫定総合2位で初の最終種目に進出。11m70cmで逆転を狙いに行ったが、僅かにボールが先に落下し失敗。総合3位で試技を終え、悔し涙を流す結果となった。
  - 第9回大会総合3位
  - モンスターボックス:17段、ハードジャンパー:238回（最高記録）、アルティメットホイール:68本、ショットガンタッチ:記録なし

- 梶原颯（出場2回）（スポダン初100Ｍ10秒台・神業を持つパルクール俳優）→（魅惑のシックスパック俳優）
  - 第8回大会に出場。初挑戦にしてモンスターボックス21段、パワーウォール準決勝進出の活躍も、総合4位で最終種目にあと一歩届かず。第9回では、モンスターボックスでは自己記録タイの21段を打ち立てるも、ハードジャンパーでは予選で森と、200回を超える激闘の末敗れ、ヘビープレスでも予選敗退。パワーウォールでは1回戦で大倉士門との対決で制限時間を使いきって辛勝するも、2回戦でまたも野村と当たり、制限時間を使い切る勝負も展開するも敗れ、総合6位で脱落。
  - モンスターボックス:21段、ハードジャンパー:215回[注 39]、アルティメットホイール:88本

- 大池瑞樹（出場2回）（ワールドヒップホップダンス 元日本代表）
  - 第8回大会に出場。初登場の新種目アルティメットホイールで唯一100回の大台に到達し初代チャンピオンに輝き、ハードジャンパーでも4位に入る活躍を見せるも、総合5位で脱落を喫した。第9回では、モンスターボックスで自己記録を3段更新する18段をマークしたが、ハードジャンパーとヘビープレスで予選敗退。パワーウォールでも1回戦敗退となってしまい、総合9位で脱落。
  - 第8回アルティメットホイール優勝
  - モンスターボックス:18段、ハードジャンパー:188回、アルティメットホイール:137本

- 真田ナオキ（出場1回）（吉幾三の弟子 極真空手初段）
  - 第8回大会に出場。前半2種目でポイントを稼げず、暫定総合14位タイで迎えたアルティメットホイールでは森・平野と並んで2位タイに入り、暫定順位を一気に8位まで浮上させる。しかしパワーウォール1回戦で野村に敗れ、総合8位タイで脱落。
  - アルティメットホイール：93本

- 保田賢也（出場2回）（リオ五輪 水球日本代表）
  - 第7回大会のアスリートVS芸能人のパワーウォール部門で出場するも、野村に敗北。第8回では、パワーウォールの初戦で徳田との激闘に勝利。2回戦では野村とのリベンジマッチになるも、リベンジならず。その他の種目でも結果は振るわず総合8位タイで脱落を喫した。
  - ハードジャンパー:53回、アルティメットホイール:79本

- 伊万里有（出場1回）（超人気ミュージカル『刀剣乱舞』出演）
  - 第8回大会に出場。186cmの長身と今大会No.1の背筋力217kgを武器に、モンスターボックスで16段の記録を残すも、ハードジャンパーで大池、パワーウォール1回戦で森に敗れ、総合10位で脱落を喫した。
  - モンスターボックス:16段、ハードジャンパー:145回、アルティメットホイール:62本

- 徳田浩至[注 40]（出場3回）（ブルゾンちえみ with Bとして話題）→（元withB 10kg増量で肉体改造）
  - 第8回大会に出場。"他の選手には一切極秘にしていた、カンフル剤になるであろう16番目の男"として参戦。しかしハードジャンパーとアルティメットホイールで結果は振るわず、パワーウォールの初戦で保田と激突し、前半はアメフト仕込みの押し込みで優勢も、後半で逆転され初戦敗退を喫し、総合12位と不完全燃焼の脱落。肉体改造を行った第9回では、ハードジャンパー4位、モンスターボックスでは14段と記録を残し、ヘビープレス決勝で野村との肉薄した展開の末、準優勝の活躍も、パワーウォールでは、2回戦で体重で約10kg下回っている澁澤侑哉に敗北を喫し総合5位で脱落。アメフトトップリーグの選手に転身し、｢コージ・トクダ｣名義で挑んだ第11回では、モンスターボックスでは自己記録タイの14段。クレイジーキャッスルではそり立つ壁に大苦戦を強いられ敗退したが、ヘビープレスでは予選で表情を一切崩すこと無く決勝進出。決勝で武知との一騎打ちを制し念願の種目別制覇。大本命のパワーウォールでは1回戦で森に勝利し準決勝でケインと激突。終始劣勢の中、残り10秒を切ったところで押し返し大逆転で決勝進出。しかし決勝で武知に敗れ総合5位で脱落。
  - 第11回ヘビープレス優勝
  - モンスターボックス:14段、ハードジャンパー:110回、アルティメットホイール:53本

- 大野雄大（出場1回）（武道館制覇アーティスト）
  - 第8回大会に出場。ハードジャンパーでは100回以上跳び続けるも平野に敗退。パワーウォールでは初戦で大貫と初戦で当たってしまい敗退。無念の総合14位で脱落。
  - ハードジャンパー:104回、アルティメットホイール:33本

- クレイ勇輝（出場1回）（紅白出場 元キマグレン）
  - 第8回大会に出場。ハードジャンパーで予選敗退。アルティメットホイールではプロボクサーの腕っぷしに期待がかかるも記録27本で全選手中15位。パワーウォールでも、1回戦で平野に押し切られ総合15位で脱落。
  - ハードジャンパー:45回、アルティメットホイール:27本

- 藤田富（出場1回）（仮面ライダーアマゾンオメガ）
  - 第8回大会に出場。ハードジャンパー予選敗退、アルティメットホイール最下位。パワーウォールでは1回戦で春日に押し切られ敗退と、全種目にわたって結果は振るわず、総合16位で脱落。
  - ハードジャンパー:41回、アルティメットホイール:26本

- 蒼木陣（出場1回）（ミュージカル「テニスの王子様」で人気）
  - 第9回大会に出場。ハードジャンパー3位、モンスターボックス18段の活躍も、ヘビープレス予選敗退、パワーウォール2回戦で森に敗れ、パワーウォール終了時点で暫定総合3位の野村に15P届かず総合4位で脱落。
  - モンスターボックス:18段、ハードジャンパー:122回

- 澁澤侑哉（出場1回）（テラスハウスで話題・肉体派ハーフモデル）
  - 第9回大会に出場。ハードジャンパーとヘビープレスで予選敗退も、パワーウォールの2回戦で徳田、準決勝で辻元を破る活躍で決勝進出。決勝で野村を相手に善戦するが敗れ、総合10位で脱落。
  - ハードジャンパー:93回

- 立花裕大（出場1回）（「天才てれびくん」で大人気・アイスホッケー俳優）
  - 第9回大会に出場。モンスターボックス15段の記録を残すも、ハードジャンパーでは徳田、ヘビープレスでは小幡、パワーウォールでは澁澤に敗れ、総合11位で脱落。
  - モンスターボックス:15段、ハードジャンパー:92回

- おばたのお兄さん（出場2回）（日体大ラクロス部で日本一・おばたのお兄さん）→（運動神経No.1芸人）
  - 「番組が用意したカンフル剤」として姿を現し、本名の「小幡和貴」名義で出場。登場の際に、ロンダートからのバク転3連続からのバク宙を決め会場を沸かせた。ヘビープレス4位の活躍を見せるが、ハードジャンパーで予選敗退、パワーウォールでは1回戦で野村祐希と当たり敗北。総合12位で脱落を喫した。7年ぶりに出場した第13回では「おばたのお兄さん」名義で出場。前回は挑戦権さえ与えられなかったモンスターボックスでは16段をマーク。ビーチフラッグス1回戦では山田章仁との競り合いの末、僅差で惜敗。パワーウォールでは準決勝まで進出し、この時点で山田と並んで暫定総合4位タイにいたが、ハードジャンパーが予選敗退に終わり、総合7位タイとなるも、前回よりも順位を大きく伸ばした。
  - モンスターボックス:16段、ハードジャンパー:125回

- IN SOO（出場1回）（体脂肪率3%・韓国アイドルからの刺客・ＭＹＮＡＭＥ）
  - 第9回大会に出場。モンスターボックス16段の記録を残すもハードジャンパーとパワーウォールで辻本と、ヘビープレスで野村と当たってしまい敗北。総合13位で脱落。
  - モンスターボックス:16段、ハードジャンパー:103回

- 太田博久（出場1回）（全日本マスターズレスリング優勝・芸能界最強柔道王・ジャングルポケット）
  - 第9回大会に出場。パワーウォールで1回戦大池を下すも2回戦で辻本に敗北、その他全種目予選落ちで総合14位で脱落。
  - ハードジャンパー:45回

- 西川俊介（出場1回）（手裏剣戦隊ニンニンジャー・ジュノンスーパーボーイコンテスト準グランプリ）
  - 第9回大会に出場。ハードジャンパーではスタート直後にタイミングを見誤り僅か1回で脱落。その後モンスターボックス15段の記録も、ヘビープレスで予選敗退、パワーウォール初戦敗退に終わり総合15位で脱落。　
  - モンスターボックス:15段、ハードジャンパー:1回

- 岡田隆之介（出場1回）（父は岡田圭右　妹は岡田結実）　
  - 第9回大会に出場。ハードジャンパーでは予選敗退も110回と健闘。しかしその後は全種目にわたって結果は振るわず総合16位で脱落。
  - ハードジャンパー:110回

- 武知海青（出場1回）（メンディー超えの逸材・EXILE魂の新パワーモンスター）(EXILEファミリーの絶対王者)
  - 第11回大会に出場。モンスターボックスでは初挑戦でメンディー超えの19段を記録し、佐藤・佐野と並んで優勝し、クレイジーキャッスルも続けて優勝。さらにヘビープレスとハードジャンパーは決勝に進出し準優勝。パワーウォールでは1回戦で塩﨑、準決勝で大倉、決勝では体重で10kg劣るコージを倒して優勝。同種目終了時点で暫定2位の佐藤と100Pの大差をつけて迎えたショットガンタッチでは、1回目の挑戦で11m00cm、2回目で11m30cmを成功させ総合優勝に輝いた。第12回ではモンスターボックスで自己記録更新、ビーチフラッグス優勝、パワーウォール決勝進出で連覇達成。スポダン史上初の3連覇が懸かった第13回では、モンスターボックス20段、ビーチフラッグスとパワーウォールで準決勝進出、ハードジャンパー決勝3位と全種目で好成績を残し、初の3連覇に輝いた。
  - 第11～13回大会総合優勝
  - 第11・13回モンスターボックス優勝、第11回クレイジーキャッスル優勝、第11回パワーウォール優勝、第12回ビーチフラッグス優勝
  - モンスターボックス:20段、ハードジャンパー:186回、ショットガンタッチ:11m30cm

- 佐藤嘉人（出場1回）（三つ子のTikToker登録者200万人・佐藤三兄弟の三男）
  - モンスターボックスで19段の記録を残し武知・佐野と共に同時優勝。クレイジーキャッスルとヘビープレスで決勝進出。ハードジャンパーでは予選で武知と130回以上の激闘の末敗北。パワーウォールは1回戦でケインに押し切られたが、暫定総合2位でショットガンタッチ進出。失敗が許されない状況の中で12m10cmを成功し、続く2回目で12m20cmに挑戦するも失敗。最終順位は総合3位。
  - 第11回大会総合3位
  - 第11回モンスターボックス優勝
  - モンスターボックス:19段、ハードジャンパー:132回、ショットガンタッチ:12m10cm
- 塩﨑太智（出場2回）（佐野勇人率いる「M!LK」のメンバー）→（器械体操歴6年）
  - 第11回大会に出場。モンスターボックス15段、クレイジーキャッスルとヘビープレスでは予選で武知と当たり敗退。3種目終了時点で暫定総合10位と背水の陣で挑んだハードジャンパーで決勝に進出し、決勝では予選突破の記録89回を大幅に超え、種目別順位で佐野を上回る3位の成績を残し、滑り込みでパワーウォールに進出。しかしパワーウォールの初戦でまたも武知と当たり、10秒経たないうちに押し切られ敗北。総合8位で脱落。なお、会場には同じM!LKのメンバーが応援に駆け付けていた。第13回にも出場し、モンスターボックスでは自己記録を2段更新。ハードジャンパーでは決勝でオリンピアン中村との一騎打ちを制し、初の種目別優勝で総合5位。
  - 第12回大会ハードジャンパー優勝
  - モンスターボックス:17段、ハードジャンパー:154回
- 駒木根葵汰（出場1回）（機界戦隊ゼンカイジャー主演）
  - 第11回大会に出場。モンスターボックス16段、クレイジーキャッスルでは金網で落下し出遅れ、巻き返しを図るも予選敗退。ヘビープレス終了時点で暫定総合8位とパワーウォール進出の当落選上で迎えたハードジャンパーでは、初挑戦で130回の大健闘も敗退し、別組で決勝に進出した塩﨑に15P差で逆転され総合9位で脱落。パワーウォール進出をあと一歩のところで逃した。
  - モンスターボックス:16段、ハードジャンパー:130回
- 浦川翔平（出場1回）（EXILE TRIBEからの刺客　持久力No.1）
  - 第11回大会に出場。モンスターボックス15段、クレイジーキャッスルとヘビープレスの両種目で予選敗退。ヘビープレス終了時点で暫定総合11位タイと後のない状況で挑んだハードジャンパーでは、予選最終組で同種目2連覇中の森との一騎打ちでデッドヒートを繰り広げるも敗れ、勝負所で決勝進出を逃し総合10位で脱落。
  - モンスターボックス:15段、ハードジャンパー:179回
- 小宮璃央（出場1回）（魔法戦隊キラメイジャーレッド）
  - 第11回大会に出場。出場選手中最年少の19歳での参戦。モンスターボックス13段、クレイジーキャッスルでは最初のそり立つ壁を登れずに予選敗退と、序盤の種目では大苦戦を強いられるも、ヘビープレスでは予選でケインに勝利する大金星を起こし決勝進出でで4位。しかしハードジャンパーで再び予選敗退を喫し、総合13位タイで脱落。
  - モンスターボックス:13段、ハードジャンパー:93回
- 菅原健（出場1回）（朝ドラ・大河で注目　肉体派俳優）
  - モンスターボックスでは記録13段[注 41]。クレイジーキャッスルでは金網を登り切った時点でトップにいたが、最後の綱登りへの移行で、ロープを掴み損ね落下[注 42]。ヘビープレスでは予選でコージとの一騎打ちに敗れ、生き残りを懸けたハードジャンパーでは、途中体勢が乱れながら根性で100回を超えるも予選敗退に終わり、総合13位タイで脱落。
  - モンスターボックス:13段、ハードジャンパー:102回
- 平原颯馬（出場1回）（パリ五輪サーフィンメダル候補）
  - 第11回大会に出場。モンスターボックスが13段、クレイジーキャッスルで予選敗退。ヘビープレスでは同じアスリートのコージをライバル視するも、そのコージに敗退。暫定総合最下位で迎えたハードジャンパーは、塩﨑との一騎打ちに敗れて決勝進出を逃し、総合13位タイで脱落。
  - モンスターボックス:13段、ハードジャンパー:82回
- 富樫慧士（出場1回）（打倒 佐野岳 仮面ライダー剣斬）
  - 第11回大会に出場。同じ仮面ライダーシリーズ出身の佐野をライバル視し「打倒　佐野岳」を掲げて挑むも、モンスターボックス14段、クレイジーキャッスルではライバル視していた佐野に敗れ、ヘビープレスとハードジャンパーでも予選敗退を喫し、総合最下位で脱落。佐野にはクレイジーキャッスルとヘビープレスで同組になり、ヘビープレスでは佐野と同じ予選敗退だが、重さでは佐野よりも長く耐え続けた[注 43]。
  - モンスターボックス:14段、ハードジャンパー:89回
- 中村克（出場2回）（リオ・東京五輪 日本代表）（競泳100m自由型 元日本記録保持者）
  - 第12回で初出場。ビーチフラッグスでは水泳で培った飛び込みに期待が懸かるも、1回戦敗退。パワーウォールでは決勝で武知に初黒星をつけ、初の種目別優勝。ハードジャンパーでも決勝に進出するも、塩﨑との一騎打ちに敗れ、総合ランキングでは武知に10P差で総合2位。第13回にも出場し、ビーチフラッグスでは隣の文田を相手に玉砕。パワーウォールでは2大会連続で決勝に進出も、ウルフに敗れ、ハードジャンパーでは予選で渡辺に敗退。全体的に好記録を残していたが、トーナメント3種目全てでオリンピアンと当たるという競技運に恵まれず、総合3位となった。第14回ではビーチフラッグスで初めて準決勝まで進出、パワーウォールでは自身2度目の種目別優勝を獲得し、逆転での総合優勝に向けて挑んだハードジャンパーで、初出場のソンユンに敗れ、総合順位で2位となった。パワーウォールが得意で、出場した3大会全てで決勝進出を果たし、大会3連覇の武知に対して2戦2勝の戦績を残している。
  - 第12回大会総合2位、第13回大会総合3位タイ
  - 第12回大会パワーウォール優勝
  - モンスターボックス:16段、ハードジャンパー:137回
- 福尾誠（出場1回）（体操個人団体インターハイ準優勝）
  - 第12回大会に出場。モンスターボックスでは初挑戦にして、21段までをノーミスで成功し種目別優勝。ビーチフラッグス、パワーウォール準決勝進出の功績で、総合ランキングで武知に次ぐ2位につけていたが、ハードジャンパーでスタート直後のタイミングを誤り、1回で脱落。総合ランキングで中村に逆転され3位となった。
  - 第12回大会総合3位
  - 第12回モンスターボックス優勝
  - モンスターボックス:21段、ハードジャンパー:1回
- FUMA（出場1回）（BTSの後輩 特技はアクロバット）
  - 第12回大会に出場。モンスターボックスでは初挑戦にして17段をマークした他、ビーチフラッグスでも準決勝進出を果たすなど、各種目でポイントを稼ぎ、総合6位。
  - モンスターボックス:17段、ハードジャンパー:77回
- ミンホ（出場1回）（日本ツアー総動員数100万人超え）
  - 第12回大会に出場。注目されながらもビーチフラッグスとパワーウォールがいずれも初戦敗退に終わるなど、思ったような成績を残せずにいたが、最終種目のハードジャンパーで決勝進出を果たした。
  - モンスターボックス:15段、ハードジャンパー:79回
- 中山翔貴（出場1回）（日曜劇場『下剋上球児』出演）
  - 第12回大会に出場。パワーウォールでは1回戦で種目別優勝経験者の魔裟斗と対戦し、序盤にリードを奪ったことが功を奏し、制限時間を使い切る激闘の末勝利し準決勝まで進出した。
  - モンスターボックス:16段、ハードジャンパー:55回
- アロハ（出場2回）（ツアー総動員数10万人超え）
  - 第12回大会に初出場。パワーウォールの1回戦で体重差14kgある中務との対戦で、制限時間を使いきった末に勝利した。第13回にも出場したが、ビーチフラッグスの準々決勝進出以外見せ場を作れず、総合12位となった。
  - モンスターボックス:16段、ハードジャンパー:75回
- EIKU（出場2回）（TIkTokフォロワー数580万人超え）
  - 第12回大会に初出場。モンスターボックスでは初挑戦で18段をマークし、福尾、武知に次ぐ種目別3位に輝いたが、半年後の第13回では16段に終わってしまった。
  - モンスターボックス:18段、ハードジャンパー:109回
- 中務裕太（出場1回）（EXILEファミリーアクロバットNo.1）
  - 第12回大会に出場。出場選手の中でも比較的ウエイトがある選手でありながら、ビーチフラッグス準々決勝進出。しかし、パワーウォールとハードジャンパーで初戦敗退に終わった。2大会ぶりに出場した第14回では、ハードジャンパーで自己記録を100回以上更新し、種目別で2位につけた。
  - モンスターボックス:記録なし、ハードジャンパー:198回
- 桜庭大翔（出場1回）（ベンチプレス140kgの筋肉マン）
  - 第12回大会に出場。この大会に出場した選手の中では最重量の89kgだったが、ビーチフラッグとパワーウォールで1回戦突破。パワーウォールの準々決勝では武知に敗れ、ハードジャンパーでは体重がかえって不利になってしまい予選敗退となった。
  - モンスターボックス:記録なし、ハードジャンパー:31回
- 高橋光臣（出場1回）（ラグビー強豪校出身）
  - 第12回大会に出場。ビーチフラッグスとパワーウォールの1回戦で武知と当たる不運に見舞われ、1日1000回の縄跳びトレーニングを積んで挑んだハードジャンパーでは、予選でミンホとの一騎打ちに敗れた。
  - モンスターボックス:14段[注 44]、ハードジャンパー:63回、ショットガンタッチ:12m00cm[注 29][注 45]
- 澤井一希（出場1回）（運動神経No.1パリコレモデル）
  - 第12回大会に出場。大会史上最長身の195cmを活かし、モンスターボックスでは16段を記録するも、その後の種目が奮わなかった。
  - モンスターボックス:16段、ハードジャンパー:68回
- 小島よしお（出場1回）（子ども人気No.1マッチョ芸人）
  - 第12回大会に出場。モンスターボックス記録なし、ビーチフラッグス1回戦敗退と大苦戦を強いられ、辛うじてパワーウォールで1回戦を突破するも、準々決勝で福尾との対戦時に靴が脱げてしまうアクシデントに見舞われ、押し切られる形で敗退。競技後、靴を履き直さずにかかとを踏んだまま階段を降りたところ、足を踏み外して骨折。ハードジャンパー棄権の憂き目に遭い、総合ランキングでも最下位に終わってしまった。
  - モンスターボックス:記録なし、ハードジャンパー:棄権
- 桑山隆太（出場1回）（ボーイズグループ界 最速の男）
  - 第13回大会に出場。モンスターボックスでは他の選手が立て続けに失敗した17段を成功させた。ビーチフラッグスの1回戦で武知、パワーウォールの1回戦でウルフと当たるなど、くじ運に恵まれないことも続いたが、ハードジャンパーではノーマークでありながら決勝進出。決勝で武知より跳び続け、最後は渡辺との200回を超える激闘の末に敗れボーナスポイント獲得を逃したが、この種目で2位につけたことで、総合ランキングでも最終的に3位タイまで浮上した。
  - 第13回大会総合3位タイ
  - モンスターボックス:17段、ハードジャンパー:209回
- EIKI（出場1回）（甲子園強豪校出身アーティスト）
  - 第13回大会に出場。ビーチフラッグス準々決勝進出、ハードジャンパー決勝進出で4位と随所で健闘し、総合5位の成績を残した。
  - モンスターボックス:16段、ハードジャンパー:111回
- 長妻怜央（出場1回）（ダンス歴14年 アクロバット超人）
  - 第13回大会に出場。ビーチフラッグスとパワーウォールで準々決勝に進出するなど、コツコツとポイントを稼ぎ総合6位。
  - モンスターボックス:16段、ハードジャンパー:125回
- 山田章仁（出場1回）（2015ラグビーW杯 日本代表）
  - 第13回大会に出場。嘗て『スポマン』のモンスターボックス公認記録会でマークした18段から14年の月日が経ち挑んだモンスターボックスでは、記録なしに終わってしまう。ビーチフラッグスでは1回戦でおばたとの競り合いの末、旗を掴む直前で身体を入れ込む戦法で勝利し準決勝まで進出。パワーウォールでは準々決勝で中村に敗れた。
  - モンスターボックス:18段[注 29][注 36]、ハードジャンパー:52回
- 高柳光希（出場1回）（アナウンサー界No.1の運動神経）
  - 第13回大会に出場。アナウンサー界から初の参戦。立命館大学陸上部出身で棒高跳びを専門としていただけに、モンスターボックスでは初挑戦で18段をマークし、ビーチフラッグス1回戦では同組の武知よりも先に旗を獲得していたが、準々決勝ではその武知を隣り合わせになり、僅差で敗れた。
  - モンスターボックス:18段、ハードジャンパー:177回
- カズタ（出場1回）（韓国ボーイズグループ界の新星）
  - 第13回大会に出場。モンスターボックスでは記録なしに終わり、ビーチフラッグス以降の種目を全て初戦敗退に終わった。
  - モンスターボックス:記録なし、ハードジャンパー:103回
- ワタリ119（出場1回）（元消防士の筋肉芸人）
  - 第13回大会に出場。初のスポダンで大苦戦を強いられ、スタミナ種目であるハードジャンパーに期待が懸かるも予選で最初に脱落し、総合最下位に終わった。
  - モンスターボックス:記録なし、ハードジャンパー:55回
- 山本良幸（出場1回）
  - 『SASUKE』に出場する一般選手から初出場。モンスターボックスは初出場で21段を成功させ、平野に次ぐ2位。ビーチフラッグスとパワーウォールで準決勝進出、ハードジャンパー137回と全種目で安定した成績を残し、初出場での総合優勝を果たし、会場に応援に来ていた山田勝己は感涙していた。
  - モンスターボックス:21段、ハードジャンパー:137回
- 青木マッチョ（出場1回）
  - 前半2種目で苦戦を強いられたが、パワーウォールでは1回戦と準々決勝で相手を秒殺。準決勝では日下を相手に残り20秒で逆転し決勝進出。決勝で中村に秒殺された。ハードジャンパーでは、体重93kgと種目には不利なウエイトだが、100回手前まで跳び続け、最終的な順位は6位となった。
  - モンスターボックス:記録なし、ハードジャンパー:94回
- ソンユン（出場1回）
  - ビーチフラッグスとパワーウォールで1回戦敗退に終わるも、ハードジャンパーの予選で、この種目前々回2位の中村を倒す番狂わせを起こし、種目別で4位となった。
  - ハードジャンパー:143回
- 金子侑司（出場1回）
  - 50m5秒7の瞬発力を活かし、ビーチフラッグスとパワーウォールで1回戦を突破した。
  - モンスターボックス:16段、ハードジャンパー:91回
- 永井大（出場1回）
  - 池谷直樹とケイン・コスギに次いで『スポマン』総合No.1経験者から3人目の出場。モンスターボックスは16段成功から暫くパスを続けていたが、記録は16段に留まる。ビーチフラッグスとパワーウォールで1回戦を突破したが、ハードジャンパーで伸び悩み、総合10位となった。
  - モンスターボックス:16段、ハードジャンパー:43回
- ヒョンユル（出場1回）
  - パワーウォールの1回戦でソンユンとの直接対決を制した。
  - ハードジャンパー:76回
- テヨン（出場1回）
  - 初挑戦のハードジャンパーで124回を記録するも、山本と中務という強豪相手に後塵を拝した。
  - ハードジャンパー:124回
- SEIYA（出場1回）
  - パワーウォールの1回戦で佐野に敗れ、ハードジャンパーも予選敗退に終わった。
  - ハードジャンパー:75回
- 岩永洋昭（出場1回）
  - パワーウォールの1回戦で日下と当たってしまい敗退。ハードジャンパーも予選敗退となった。
  - モンスターボックス:16段、ハードジャンパー:43回
- MASHIHO（出場1回）
  - 全種目で成績がふるわず、無念の総合最下位となった。
  - ハードジャンパー:66回

### 通常大会に出場したメダリスト
- 北園丈琉（東京五輪 体操銀）
  - 第13回大会のモンスターボックスに特別出場。圧倒的な跳躍力で成功を重ね、初挑戦ながら20段を記録。武知、才川と同率で種目別優勝を果たした。
  - 第13回大会モンスターボックス優勝
  - モンスターボックス:20段
- 文田健一郎（パリ五輪 レスリング金）
  - 第13回大会のビーチフラッグスに特別出場。マット上での圧倒的なスピードを発揮し、決勝へ進出。才川との一騎打ちを制し、種目別優勝を果たした。
  - 第13回大会ビーチフラッグス優勝
- ウルフ・アロン（パリ五輪 柔道団体銀）
  - 第13回大会のパワーウォールに特別出場。圧倒的なパワーで秒殺を重ね、決勝では中村とのオリンピアン対決を制して種目別優勝を果たした。
  - 第13回大会パワーウォール優勝
- 渡辺勇大（パリ五輪 バドミントン銅）
  - 第13回大会のハードジャンパーに特別出場。予選では中村とのオリンピアン同士の一騎打ちを制し、決勝へ進出。決勝では桑山との一騎打ちとなり、200回を超える死闘の末勝利。種目別優勝を果たした。ディフェンディングチャンピオンとして出場した第14回では、予選で佐野と180回以上に及ぶ一騎打ちを制し、決勝では中務と200回手前までの激闘を制し、種目別2連覇を達成した。
  - 第13・14回大会ハードジャンパー優勝
  - ハードジャンパー:210回
- 加藤凌平
  - モンスターボックス:19段
- 塚原直貴
  - 第14回大会ビーチフラッグス優勝
- 日下尚
  - パワーウォールの準決勝で青木に敗れた。

### スペシャルバトル
- オレグ・ベルニャエフ（出場2回）（体操）
  - モンスターボックス:21段
- デニス・アブリャジン（出場2回）（体操）
  - モンスターボックス:20段
- 永井謙佑（出場2回）（サッカー）
  - ショットガンタッチ:13m60cm（世界記録）
- 鈴木尚広（出場1回）（プロ野球）
  - ショットガンタッチ:12m60cm
- 槙野智章（出場1回）（サッカー）
  - ショットガンタッチ:12m40cm
- 立石諒（出場1回）（競泳）
  - パワーウォールで春日に敗れた。
- 所英男（出場1回）（格闘家）
  - パワーウォールでメンディーに敗れた。
- 岸大貴（出場1回）（トランポリン）
  - モンスターボックス:19段
- 髙張広海（出場1回）（陸上・走り幅跳び）
  - モンスターボックス:18段
- ネポ・ラウララ（出場1回）（ラグビー）
  - パワーウォール優勝
- トマス・ウォルシュ（出場1回）（陸上・砲丸投げ）
- ヴァンダレイ・シウバ（出場1回）（総合格闘技）
- 飯伏幸太（出場1回）（プロレス）
- 西川龍馬（出場1回）（プロ野球）
  - ショットガンタッチ:12m40cm
- ウィット・メリフィールド（出場1回）（メジャーリーグ）
  - ショットガンタッチ:13m10cm
- ジャスティン・ガトリン（出場1回）（陸上・100m）
  - ショットガンタッチ:12m80cm
- 栗原嵩（出場1回）（アメフト）
  - ショットガンタッチ:12m60cm

### 芸能人・スペシャル両大会出場
- 佐野岳（出場9回）（サッカー元愛知県選抜）→（初代スポダン王者スピードNo.1俳優）→（スポダン3度総合優勝）
  - 第1回大会から出場。マウンテンフラッグ優勝、モンスターボックス16段、ハンマークラッシュ6m50cmを叩き出し、ショットガンタッチで12m00cmで初代総合No.1に輝いた。第2回では、前回同様マウンテンフラッグとザ・フェンスで優勝し、モンスターボックスとショットガンタッチで自己記録を塗り替えるも、パワー系種目のパワーウォールと新種目んのハードアンカーに苦戦。ショットガンタッチでの2回失敗が影響し総合3位。第3回ではモンスターボックス、ザ・フェンスとマウンテンフラッグで優勝も、パワーウォールとハードアンカーにまたも苦戦を強いられ、ショットガンタッチでは12m70cmのスポダン最高記録を叩き出すも、メンディーに逆転され総合No.1奪回ならず。第4回はザ・フェンス、モンスターボックス優勝も、ハードジャンパー予選敗退、パワーウォール初戦敗退。プルズドライブでは制限時間を超えた失格が響き、総合5位で初の脱落を喫した。第5回では全6種目中4種目を制覇し、第1回以来の総合優勝。第6回ではモンスターボックスで優勝を逃し、ヘビープレス予選敗退、ジャイアントクリフで2位に終わるも、ハードジャンパーで優勝。パワーウォール1回戦敗退も、暫定総合2位で最終種目進出。暫定総合1位の野村を逆転し総合連覇を達成。ならびに史上初の3度目の総合優勝を成し遂げた。第7回は、パワーフォースとパワーウォールで初戦敗退も、ハードジャンパー優勝で暫定総合3位タイで最終種目進出。12m30cmを成功させ、メンディー逆転に向けて12m80cmに挑戦も失敗。総合2位に終わった。プロアスリートとのモンスターボックス対決では、自己記録を下回る19段に。プロアスリートとのショットガンタッチ対決では、自己記録を10cm超える12m80cmを成功させた。第11回ではモンスターボックスで優勝し、クレイジーキャッスルとハードジャンパーで決勝進出も優勝を逃す。ヘビープレスは予選敗退。パワーウォールでは1回戦で大倉に敗れ、暫定4位で2度目の脱落を喫した。スピード系種目が大得意で、マウンテンフラッグ3連覇、ザ・フェンスでも4連覇、さらにはモンスターボックスでは出場するたびに自己記録を塗り替えた。さらに[注 46]第4・11回大会以外のショットガンタッチでは全て優勝している。第4・11回大会以外の全ての大会でファイナリストに名を連ねている。
  - 第1・5・6回大会総合優勝、第3・7回大会総合2位、第2回大会総合3位
  - 第1・2・3回マウンテンフラッグ優勝、第3・4・5・11回モンスターボックス優勝、第2・3・4・5回ザ・フェンス優勝、第5・6・7回ハードジャンパー優勝、第1・2・3・5・6・7回ショットガンタッチ優勝
  - モンスターボックス:20段、ショットガンタッチ:12m80cm（スポダン記録）、ハンマークラッシュ:6m50cm、ハードアンカー:17秒56、ザ・フェンス:16秒24（最高記録）、ハードジャンパー:193回[注 47]、プルズドライブ:失格

- 森渉（出場10回）（元日体大トライアスロン部主将）→（第2回大会優勝）→（モンスターボックス俳優）→（負けたら引退）
  - 第1回大会から出場。マウンテンフラッグ決勝進出、ハンマークラッシュ6m50cm、モンスターボックスNo.1に輝き、暫定総合4位タイで最終種目に進出し、総合でも4位。第2回では全種目で安定した活躍を見せ、暫定総合1位で最終種目を迎え、唯一1回目と2回目を成功させ初優勝。ディフェンディングチャンピオンとなって挑んだ第3回は、モンスターボックスでは前回の記録をまたも更新し、佐野と池谷と共にNo.1に輝き、ザ・フェンス3位の活躍も、マウンテンフラッグ、パワーウォール、ハードアンカーでの初戦敗退が響き、総合7位で初の脱落。第4回はザ・フェンス3位、ハードジャンパー 2位の活躍も、モンスターボックスで自己記録を下回り4連覇を逃す。プルズドライブでは制限時間を超えて失格。パワーウォール初戦敗退も、暫定総合2位タイで最終種目に進出。自己記録を30cm更新したがメンディーに敗れ総合2位となり、初めて種目別No.1を取れずに終了した。第5回ではモンスターボックスで、池谷と佐野の2人と分け合っての優勝、ハードジャンパー2位の功績も、ザ・フェンス7位、ヘビープレス予選敗退、パワーウォール1回戦敗退が災いし、総合4位タイで3位の池谷に10P差で最終種目進出を逃した。第6回ではモンスターボックスで自己記録を下回り、ヘビープレスとジャイアントクリフで予選敗退。3種目終了時点で暫定総合9位と苦戦を強いられるも、ハードジャンパーとパワーウォールで2位に入り、暫定総合3位で最終種目に滑り込み進出。しかしショットガンタッチで12m00cmを2回続けて失敗し総合3位。第7回では、ハードジャンパーで3位に入るも、パワーフォースとパワーウォール初戦敗退を喫し総合7位タイで脱落。プロアスリートとのモンスターボックス対決では、自己記録タイの20段を記録した。第8回は、ハードジャンパーの予選で辻本、決勝で野村との一騎打ちに勝利し初の種目別優勝。その後全種目で安定した成績を残し、暫定総合1位で最終種目に進出。ショットガンタッチでは自己記録を20cm上回る11m80cmを成功し自己新記録。その後11m90cmに挑むも失敗。平野と野村に逆転され総合3位に終わった。第9回ではハードジャンパーで連覇達成。しかしモンスターボックスでは自己記録を2段下回る18段に終わり、ヘビープレス予選敗退。パワーウォールは準決勝で野村との4度目の対戦も敗れる。暫定トップで進出したショットガンタッチでは、11m50cmに挑戦し、ギリギリでボールが落下する前に触れる薄氷のクリア。しかし11m80cmをクリアした野村に逆転され、さらに逆転を狙った11m60cmでは、距離は届いてはいたが、ボールが落下位置から僅かにズレて触れることが出来ず総合2位に終わった。第11回は「負けたら引退」と自らに追い討ちをかけ出場。しかしモンスターボックスでは、その意気込みが重荷となり18段で試技終了。クレイジーキャッスルは2位。ヘビープレスでは予選敗退も、ハードジャンパーで3連覇を達成。パワーウォールでは1回戦でコージを相手に序盤から劣勢となり、途中粘るシーンもあった敗退。暫定総合3位で挑んだショットガンタッチでは、自己記録11m80cmを大幅に上回る12m20cmを成功。2回目の挑戦で12m40cmに挑むも失敗に終わり、通算3度目の総合2位となった。
  - 第2回大会総合優勝、第4・9・11回大会総合2位、第6・8回大会総合3位、第1回大会総合4位
  - 第1・2・3・5回モンスターボックス優勝、第8・9・11回ハードジャンパー優勝
  - モンスターボックス:20段、ショットガンタッチ:12m20cm、ハンマークラッシュ:6m50cm、ハードアンカー:14秒07、ザ・フェンス:20秒09、ハードジャンパー:237回、プルズドライブ:失格、アルティメットホイール:93本

- 関口メンディー（出場6回）（EXILEからの刺客）→（EXILEのパワーモンスター）
  - 第2回大会にELLYと共に先輩の仇打ちを取るために参戦。マウンテンフラッグ初戦敗退、ザ・フェンスといったスピード系種目では苦戦を強いられたが、モンスターボックスでは16段、ハードアンカー優勝、さらにはパワーウォールでは前回チャンピオンのKENZOを準決勝で降しNo.1。暫定総合4位で最終種目進出を果たし、結果は総合2位に輝くも先輩達の仇打ちは叶わず。再び挑んだ第3回ではマウンテンフラッグ決勝進出、パワーウォールとハードアンカー共に連覇達成、さらにはモンスターボックスで自己記録を2段更新する18段を記録し、暫定総合1位で最終種目に挑み、佐野との一騎討ちの対決で、前回の自己記録を40cm上回る12m40cmを成功させ初優勝。先輩達の無念を晴らした。前述の通り、スピード系種目が苦手ではあるが、パワー系種目では誰にも負けない強靭的なパワーを持つ。第4回ではハードジャンパーで優勝、プルズドライブからはGENERATIONS from EXILE TRIBEのメンバーが応援に駆け付け、この種目3位の活躍も、ザ・フェンスではゴールした選手の中では最下位、モンスターボックスでは自己記録を下回り、パワーウォールでは決勝で魔裟斗に僅差で敗れるも、暫定総合1位で最終種目に進出し、史上初の連覇を成し遂げた。第5回ではヘビープレスとパワーウォールで優勝も、ザ・フェンス15位[注 32]、モンスターボックスではまたしても自己記録を下回り、前回優勝のハードジャンパーが3位。ショットガンタッチでは、12m20cmを成功すれば逆転の中、僅かにボールが先に落下し失敗。総合2位に終わった。第7回では、パワーウォールとパワーフォースで優勝。ショットガンタッチで12m00cmをクリアし、自身3度目の総合優勝を成し遂げた。
  - 第3・4・7回大会総合優勝、第2・5回大会総合2位
  - 第2・3回ハードアンカー優勝、第2・3・5・7回パワーウォール優勝、第4回ハードジャンパー優勝、第5回ヘビープレス優勝、第7回パワーフォース優勝、第4回ショットガンタッチ優勝
  - モンスターボックス:18段、ショットガンタッチ:12m40cm、ハードアンカー:11秒37（最高記録）、ザ・フェンス:39秒32、ハードジャンパー:231回、プルズドライブ:40秒06

- 野村祐希（出場6回）（コロッセオの鉄人 野村将希の次男）
  - 父は、スポーツマンNo.1決定戦芸能人サバイバルバトル皆勤賞・「コロッセオの鉄人」として知られる野村将希。第6回大会に初出場。父が応援する中、ヘビープレスとパワーウォールで優勝。モンスターボックスでは父の記録に並ぶ17段、ハードジャンパー4位と活躍し、暫定総合1位で最終種目に進出。しかしショットガンタッチで佐野に逆転され総合2位。第7回ではパワーフォースで初戦で春日との2分を超える大勝負に敗退。ハードジャンパーでも予選敗退。パワーウォールでは森と樽美酒に勝利。決勝でメンディーとの勝負も敗れ総合5位で脱落。プロアスリートとのショットガンタッチの対決では、自己記録を40cm更新。さらにプロアスリートのパワーウォール対決では、元K-1世界王者の魔娑斗と水球の保田賢也に勝利した。第8回では全ての種目で好成績を収め、ショットガンタッチで自己新記録を叩き出し初の総合優勝。第9回ではハードジャンパー予選敗退、モンスターボックスでは自己記録を下回る17段で終わってしまい、前半は苦しい展開が続いたが、ヘビープレスとパワーウォールで優勝し、暫定総合3位で最終種目に進出。11m80cmをクリアし、史上3人目の総合連覇を達成。6年ぶりに出場した第13回では、モンスターボックスで自己最低の16段に終わり、ビーチフラッグス1回戦敗退、パワーウォールでは準々決勝で、この種目の優勝経験者の武知と制限時間を使い切る激闘の末敗退。さらに過去決勝進出2回のハードジャンパーでは予選敗退と各種目で苦戦を強いられ、自己最低の総合10位タイに終わった。
  - 第8・9回大会総合優勝、第6回大会総合2位
  - 第6・9回ヘビープレス優勝、第6・8・9回パワーウォール優勝、第8・9回ショットガンタッチ優勝
  - モンスターボックス:18段、ショットガンタッチ:12m70cm、ハードジャンパー:164回、アルティメットホイール:86本

- 魔裟斗（出場4回）（元K-1世界王者）
  - 第4回大会、レジェンド枠として出場。ハードジャンパー予選敗退も、ザ・フェンス4位、モンスターボックスでは『スポーツマンNo.1決定戦』出場時の記録13段を上回る15段で、自己ベスト更新。プルズドライブ2位、パワーウォールでは決勝でメンディーと対戦。僅差で優勝し最終種目に進出。10m80cmの記録を作り、最終順位に総合3位。第5回では新種目のヘビープレスで決勝進出も、肩を痛めて決勝を棄権。ザ・フェンスで全選手中13位、モンスターボックスでは自己記録を下回り、ハードジャンパーも予選敗退し、総合13位で脱落。第7回大会ではアスリートVS芸能人のパワーウォール部門に出場したが、野村に瞬殺された。第12回では最年長して出場。モンスターボックスでは自己記録更新の16段をマークしたが、ビーチフラッグス1回戦敗退、パワーウォールでは1回戦で中山に敗れ、ハードジャンパーでは練習中に負傷し棄権と不完全燃焼に終わり、総合15位となった。
  - 第4回大会総合3位
  - 第4回 パワーウォール優勝
  - ザ・フェンス:22秒83、モンスターボックス:16段、ハードジャンパー:74回、プルズドライブ:36秒22、ショットガンタッチ:10m80cm

- 平野泰新（出場5回）（MAG!C☆PRINCE）→（モンスターボックス23段 世界記録保持者）
  - 第6回大会に出場。モンスターボックスで初挑戦にしてスポダン最高記録22段の記録を打ち立て優勝。さらにジャイアントクリフ3位で、3種目終了時点で佐野と並んで暫定総合1位につけたが、ハードジャンパーでタイミングを合わず早々に敗退、パワーウォールでは1回戦で横浜に敗れたことが影響し、森に逆転され総合4位で最終種目進出を逃す。第7回では、パワーフォースの1回戦で佐野を破り準決勝進出も、ハードジャンパーとパワーウォールで初戦敗退に終わり、総合7位タイで脱落。プロアスリートとのモンスターボックス対決では、番組公認世界記録23段を樹立し優勝[4]。第8回ではハードジャンパーで3位、アルティメットホイール2位タイ、パワーウォール2回戦進出の活躍で総合2位。第9回ではモンスターボックスで優勝したが、ハードジャンパーとヘビープレスで予選敗退、パワーウォール1回戦で徳田と激突。一時優勢に立っていたが、終盤で逆転され敗北。総合7位で脱落を喫した。
  - 第8回大会総合2位
  - 第6～10回モンスターボックス優勝
  - モンスターボックス:23段（番組公認世界記録）、ハードジャンパー:127回、アルティメットホイール:93本、ショットガンタッチ:12m60cm

- ケイン・コスギ（出場3回）（衰え知らずのレジェンド）→（歴代優勝6回のレジェンド）
  - 第10回大会に出場。前身番組の『スポマン』で歴代最多優勝のレジェンドが14年ぶりにコロッセオに凱旋。43歳でモンスターボックス20段、ショットガンタッチで12m20cmで8位の成績を残した。47歳で出場した第11回は、モンスターボックスでライバルの池谷と森に並ぶ18段の記録を残すも、クレイジーキャッスルでは予選で武知、ヘビープレスでは小宮に敗れ、ハードジャンパーでは最初に脱落。暫定総合7位タイでパワーウォールに進出し、1回戦で佐藤に勝利。準決勝はコージとの対決で、開始からリードを保っていたが、残り10秒を切ったタイミングで押し切られ逆転負けを喫し、総合7位でショットガンタッチ進出を逃した。第13回では右膝にサポーターを巻いて出場。50歳になって迎えてモンスターボックスでは、15段を成功後、18段までをパスし19段に挑むが失敗に終わり、記録15段。ビーチフラッグス1回戦敗退、パワーウォールでは1回戦で山田との対決で、終盤手前で転倒し敗退。ハードジャンパーでも過去の己の記録を超えられず予選敗退で、総合13位タイに終わった。
  - モンスターボックス:22段[注 29][注 35]、ショットガンタッチ:13m10cm（芸能人記録）[注 29][注 48]、ハードジャンパー:62回
- 藤光謙司（出場2回）（陸上・4×100mリレー）
  - スペシャルバトルを除いては第12回大会に、収録直前にトレーニング中の負傷により出場を辞退したシュウペイ（ぺこぱ）の代打で出場。ビーチフラッグスとハードジャンパーで決勝に進出し、総合4位となった。なお参考記録として、別番組「霜降りミキxit」内でモンスターボックスに挑戦した際は、17段を記録している。
  - モンスターボックス:16段、ハードジャンパー:71回、ショットガンタッチ:13m10cm（陸上選手記録）

## 放送日・優勝者
| 回数   | 放送日         | TBSテレビでの放送時間 | 優勝者         |
| ------ | -------------- | --------------------- | -------------- |
| 第1回  | 2012年11月21日 | 19:00 - 21:24         | 佐野岳         |
| 第2回  | 2013年04月11日 | 19:00 - 21:54         | 森渉           |
| 第3回  | 2013年12月29日 | 18:00 - 21:00         | 関口メンディー |
| 第4回  | 2014年12月23日 | 18:30 - 21:54         | 関口メンディー |
| 第5回  | 2015年12月23日 | 19:56 - 22:54         | 佐野岳         |
| 第6回  | 2016年10月10日 | 19:00 - 22:54         | 佐野岳         |
| 第7回  | 2017年01月01日 | 18:00 - 21:00         | 関口メンディー |
| 第8回  | 2017年05月11日 | 19:00 - 21:54         | 野村祐希       |
| 第9回  | 2017年09月28日 | 19:00 - 21:54         | 野村祐希       |
| 第10回 | 2018年01月01日 | 18:00 - 21:00         | [ 注 51 ]      |
| 第11回 | 2022年03月22日 | 19:00 - 22:57         | 武知海青       |
| 第12回 | 2024年05月03日 | 18:30 - 21:57         | 武知海青       |
| 第13回 | 2024年10月14日 | 18:30 - 22:00         | 武知海青       |
| 第14回 | 2025年05月02日 | 18:30 - 22:00         | 山本良幸       |

## スタッフ
第12回大会（2024年5月3日放送分）
- ナレーター：垂木勉
- 構成：加藤淳一郎、鈴木功治
- TM：重地渉
- TP：松田栄二
- TD：泉井誠
- CC：井上真希
- VE：中野翔太
- VTR：今村奈緒子
- MIX：平川圭史
- PA：葉桐慶次
- LD：中川清志
- ENGカメラ：小笠原朋樹
- ENG照明：佐藤直衛
- 美術P：杉山智之
- 美術デザイナー：勝藤俊則
- 美術ディレクター：保田大介、松本凛大
- 装置：相良比佐夫、遠藤利彦、尾髙義信
- 操作：今野貴司、新木大介
- 電飾：森田光俊、松田翔一
- 特殊装置：勝大輔
- アクリル装飾：渡邊卓也、井上恵介
- 幕装飾：山内崇司
- 装飾：野呂利勝
- ヘアメイク：近藤見紀
- 協力：Mizuno
- 衣装協力：LE PHIL
- 編集：上野譲
- MA：宝月健
- 音効：樋口謙
- CG：小室泰樹
- 撮影協力：有明アリーナ、ASPI、サムライ・ロック・オーケストラ
- 監修：池谷直樹、日本ライフセービング協会
- 制作協力：ジーヤマ
- 編成：黎景怡
- 宣伝：萩野谷剛、齋藤朱里
- イベント統括：青木伸介、村山直人、高橋舞衣
- ディスクガレージ：網代卓哉、奥恵美子
- 配信：新川康朗
- ライセンス：柳岡舞子、田中菜央
- デスク：椿美貴子
- TK：伊藤佳加、常藤直子
- 制作スタッフ：菅野綾音、山田ことの、藤本日向子、松本みず沙、谷田部紗奈、大西香織、佐藤美咲、間野哲平、漆島ほの香、大平純蓮、川島藍、佐野将平
- 制作進行：大野道子、金子陽平、望月雄哉
- 舞台監督：平元克二（FOLCOM.）
- AP：神田聡美（ジーヤマ）
- ディレクター：峰尾圭一、林口広平、中野貴文・柿田隼・本広丈二（ジーヤマ）、坂口英雄、落岩将平・東浦克幸・林崇大（ジーヤマ）、高場透、綾部未希／杉野将人、高市廉、吉野達希
- 演出：秋津貴宣、唐澤景一
- プロデューサー：石原隆史／北山孝（ジーヤマ）、山口哲生、片山裕達、加藤正和、菊池絢子、大曲夏奈子、長屋瑠見（オイコーポレーション）
- 制作：TBSテレビコンテンツ制作局バラエティ制作部
- 製作著作：TBS

第9回大会（2017年9月28日放送分）
- ナレーター：中井和哉
- 構成：堀江利幸、太田光洋、海老根豊、木南広明、佐藤大地　／　井上修
- TM：八木真
- TD：高橋功
- カメラ：田代和也
- VE：伊深拓也
- VTR：飯塚佑輔
- 音声：営野敦史
- 照明：中川清志
- 美術プロデューサー・美術デザイナー：太田卓志
- 美術制作：澁谷政史
- 装置：谷平真二、尾高義信
- 操作：今野貴司、佐藤謙紫郎
- 特殊装置：勝大輔
- 幕装飾：中野浩
- 電飾：森田光俊
- メカシステム：濱口利行
- アクリル装飾：渡邊卓也
- 特殊効果：畑中力
- 装飾：野呂利勝
- メイク：澤田梨沙
- EED：藤本麻衣子
- MA：阿部雄太
- 音響効果：樋口謙（メディアハウスサウンドデザイン）
- CG：小室泰樹（ノットアットオール）
- 衣装協力：ESCADA、AGATHA PARIS、adidas
- 技術協力：東通、IMAGICA、エヌ・エス・ティー、ティエルシー、TAMCO、Isis、CIRCLE、NKL
- 協力：株式会社 幕張メッセ、株式会社 メジャー・トレーナーズ
- 宣伝：山岸信良、國井応起
- 編成：辻有一
- TK：伊藤佳加
- デスク：曽我益千子、川野友美、伊藤藍
- AD：宇津宮祐二、山岡将成、松尾卓磨、根津壮太朗、後藤玄希、山浦久弥
- AP：松本あゆみ、西田早耶香、橘昌余、宮本知佳
- 制作進行：高橋隼人、須山英治
- ディレクター：後藤美和、渡部修平、高岡猛、津田英明、筏津英一、北嶋浩久、福田翔吾、藤田亘　／　佐藤大輔、飯島玄太郎
- 演出：木村大介、村上俊教
- 総合演出：立浪仁志
- プロデューサー：畠山渉、田崎真洋
- 制作著作：TBS

過去スタッフ
- ナレーター：佐藤政道（第1・3～7回）、浜田治貴（第2回）、池田秀一（第8回）、中井和哉（第9回）、宮野真守（第10回）、榎木淳弥（第11回）
- 構成：堀江利幸、太田光洋、松田敬三、木南弘明、井上修
- TM：大谷憲司
- TD／SW：品地貴之
- カメラ：田代和也
- VE：石川浩之
- VTR：今村奈緒子
- 音声：営野敦史
- 照明：中川清志
- 美術プロデューサー：東立
- 美術デザイナー：太田卓志
- 美術制作：澁谷政史
- 装置：谷平真二、尾高義信、小原真樹
- 操作：今野貴司、佐藤謙紫朗
- 特殊装置：勝大輔
- 幕装飾：中野浩
- 電飾：眞鍋明、森田光俊
- アクリル装飾：渡邊卓也、飯塚悠介
- 特殊効果：星野達也
- 装飾：野呂利勝
- メイク：石月裕子、有馬妙美
- EED：國井美智
- MA：宝積伸示
- 音響効果：樋口謙（メディアハウスサウンドデザイン）
- CG：小室泰樹（コーラルレッド）
- 衣裳協力：adidas ほか
- 技術協力：東通、エヌ・エス・ティー、TAMCO、IMAGICA、ティエルシー、SiS、CIRCLE
- 協力：幕張メッセ、タカハシレーシング、メジャートレーナーズ、ホテルグリーンタワー幕張
- 宣伝：眞鍋武、川鍋昌彦
- 編成：高山暢比古、辻有一
- TK：伊藤佳加
- デスク：大木奈緒子
- 制作協力：HI-STANDARD、LOGIC ENTERTAINMENT
- AD：赤坂千明、宇都宮祐二、桑村洋史、伊志嶺太志
- 第8回AD： 福島伸浩 松尾卓磨 照山知裕 後藤玄希 武藤未来
- AP：福田日登美、渡辺舞
- ディレクター：木村大介、村上俊教、中島敦、小網啓之、立浪貴司、後藤美和、小田切大輔、岸宏美、足立達哉、長久保彰宏、大谷眞純／佐藤大輔、松本拓磨
- 総合演出：立浪仁志
- プロデューサー：畠山渉
- 製作著作：TBS